# Cidade
A cidade é um grande assentamento humano. Pode ser definida como um lugar permanente e densamente povoado com limites administrativamente definidos cujos membros trabalham principalmente em tarefas não agrícolas. As cidades geralmente têm amplos sistemas de habitação, transporte, saneamento, serviços públicos, uso do solo, produção de bens e comunicação. Sua densidade facilita a interação entre pessoas, órgãos governamentais e empresas, às vezes beneficiando diferentes partes do processo, como melhorar a eficiência da distribuição de bens e serviços.
A cidade é um conjunto de pessoas em um perímetro urbano (sem governo próprio), formada por casas e edifícios que estão próximos e, possui serviços que atendem as necessidades básicas dos moradores. Já o município é formado pela cidade mais os territórios rurais e, possui uma administração pública; assim a cidade transforma-se em município quando tiver governo/jurisdição próprio.
Historicamente, os moradores das cidades têm sido uma pequena proporção da humanidade em geral, mas após dois séculos de urbanização rápida e sem precedentes, mais da metade da população mundial agora vive em cidades, o que teve consequências profundas para a sustentabilidade global. As cidades atuais geralmente formam o núcleo de grandes áreas metropolitanas e urbanas – criando inúmeros passageiros que viajam para os centros das cidades para emprego, entretenimento e educação. No entanto, em um mundo de intensificação da globalização, todas as cidades estão, em graus variados, também conectadas globalmente além dessas regiões. Essa influência crescente significa que as cidades também têm influências significativas em questões globais, como desenvolvimento sustentável, aquecimento global e saúde global. Devido a essas grandes influências em questões mundiais, a comunidade internacional priorizou o investimento em cidades sustentáveis por meio do 11º Objetivo de Desenvolvimento Sustentável. Devido à eficiência do transporte e ao menor consumo de terra, as cidades densas têm o potencial de ter uma pegada ecológica menor por habitante do que as áreas mais escassamente povoadas. Por isso, as cidades compactas são muitas vezes referidas como um elemento crucial na luta contra as alterações climáticas. No entanto, essa concentração também pode ter consequências negativas significativas, como a formação de ilhas de calor urbanas, concentração de poluição e estresse no abastecimento de água e outros recursos.
Outras características importantes das cidades, além da população, incluem o estatuto de capital e a relativa ocupação contínua da cidade. Por exemplo, capitais de países como Pequim, Londres, Cidade do México, Moscou, Nairóbi, Nova Deli, Paris, Roma, Atenas, Seul, Singapura, Tóquio, Manila e Washington, DC refletem a identidade e o ápice de suas respectivas nações. Algumas capitais históricas, como Quioto e Xian, mantêm seu reflexo de identidade cultural mesmo sem o estatuto de capital. Locais sagrados religiosos oferecem outro exemplo de estatuto de capital dentro de uma religião, Jerusalém, Meca, Varanasi, Aiódia e Prayagraje têm importante significado cultural.

## Definição

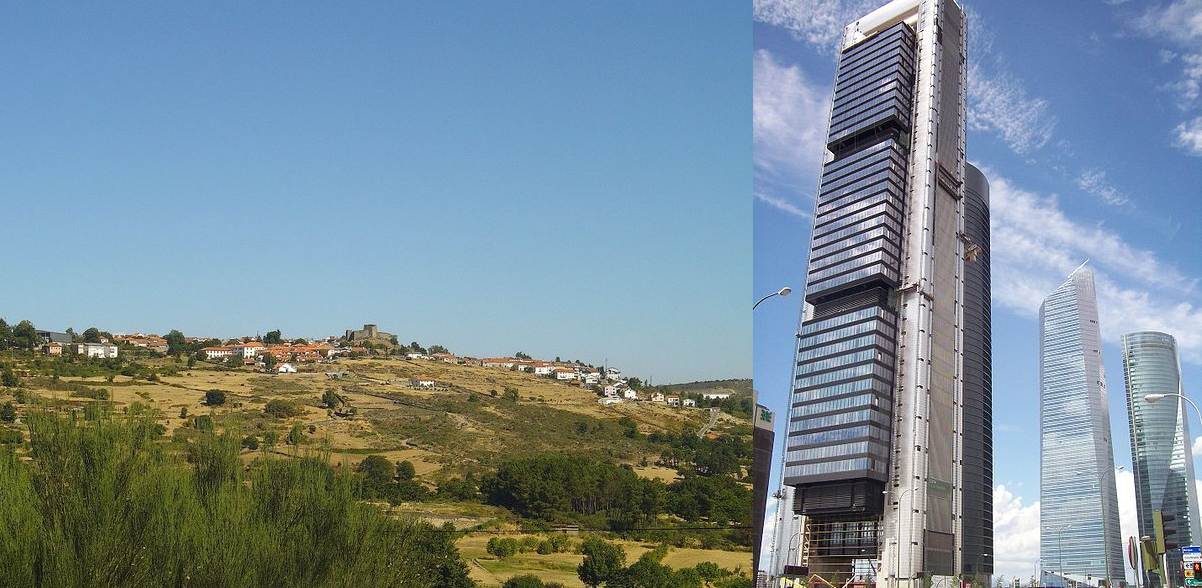
A distinta consideração de cidade pode resultar em casos extremos: Trancoso, em Portugal (esquerda), é considerada oficialmente cidade desde 2004, com apenas 10 mil habitantes, enquanto Madrid, Espanha (direita), manteve sua designação medieval de vila (Villa de Madrid), apesar de ter mais de 3 milhões de habitantes.

Uma cidade pode ser distinguida de outros assentamentos humanos por seu tamanho relativamente grande, mas também por suas funções e seu estatuto simbólico especial, que pode ser conferido por uma autoridade central. O termo também pode se referir tanto às ruas e edifícios físicos da cidade quanto ao conjunto de pessoas que ali habitam, e pode ser usado em um sentido geral para significar território urbano e não rural.
Os censos nacionais usam uma variedade de definições - invocando fatores como população, densidade populacional, número de moradias, função econômica e infraestrutura - para classificar as populações como urbanas. As definições de trabalho típicas para populações de cidades pequenas começam em cerca de 100 mil pessoas. As definições comuns de população para uma área urbana (cidade ou vila) variam entre 1,5 mil e 50 mil pessoas, com a maioria dos estados dos EUA usando um mínimo entre 1,5 mil e 5 mil habitantes. Algumas jurisdições não estabelecem tais mínimos. No Reino Unido, o estatuto de cidade é concedido pela Coroa e permanece permanentemente. (Historicamente, o fator de qualificação era a presença de uma catedral, resultando em algumas cidades muito pequenas, como Wells, com uma população de 12 mil habitantes e St Davids, com uma população de 1.841 pessoas em 2011). De acordo com a "definição funcional", uma cidade não se distingue apenas pelo tamanho, mas também pelo papel que desempenha dentro de um contexto político mais amplo. As cidades servem como centros administrativos, comerciais, religiosos e culturais para suas áreas circundantes maiores.
O grau de urbanização é uma métrica moderna para ajudar a definir o que compõe uma cidade: "uma população de pelo menos 50 mil habitantes em células contíguas de grade densa (>1.500 habitantes por quilômetro quadrado)". Essa métrica foi "criada ao longo dos anos pela Comissão Europeia, OCDE, Banco Mundial e outros, e endossada em março de 2021 pelas Nações Unidas ... em grande parte para fins de comparação estatística internacional".

## Etimologia
As palavras cidade e civilização vêm da raiz latina civitas, originalmente significando 'cidadania' ou 'membro da comunidade' e eventualmente chegando a corresponder a urbs, significando 'cidade' em um sentido mais físico. A civitas romana estava intimamente ligada à polis grega. Na terminologia toponímica, os nomes de cidades e vilas individuais são chamados astionyms (do grego antigo ἄστυ 'cidade ou vila' e ὄνομα 'nome').

## Geografia
A geografia urbana lida tanto com as cidades em seu contexto mais amplo quanto com sua estrutura interna. Estima-se que as cidades cubram cerca de 3% da superfície terrestre da Terra.

### Áreas urbanas

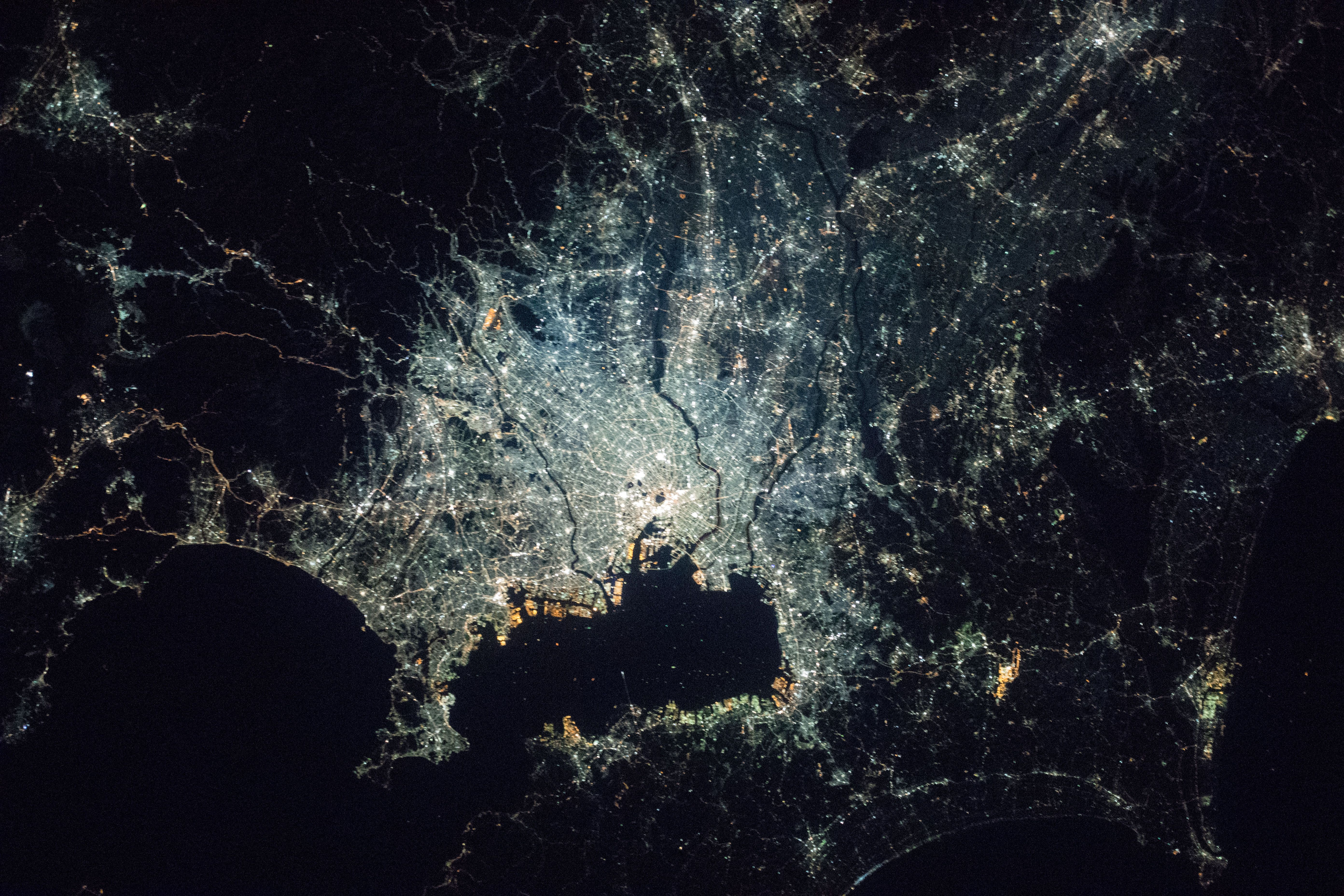
Tóquio é amplamente considerada a maior cidade do mundo (por área urbana e área metropolitana). A imagem de satélite mostra que sua urbanização ultrapassou os limites administrativos da cidade.

O assentamento do tipo urbano se estende muito além dos limites tradicionais dos limites oficiais da cidade em uma forma de desenvolvimento às vezes descrita criticamente como expansão urbana. A descentralização e dispersão das funções da cidade (comercial, industrial, residencial, cultural, política) transformou o próprio significado do termo e desafiou os geógrafos que buscam classificar os territórios de acordo com um binário urbano-rural.
As áreas metropolitanas incluem subúrbios e periferias organizados em torno das necessidades dos passageiros e, às vezes, cidades periféricas caracterizadas por algum grau de independência econômica e política. Algumas cidades agora fazem parte de uma paisagem urbana contínua chamada aglomeração urbana, conurbação ou megalópole (exemplificada pelo corredor BosWash do nordeste dos Estados Unidos).

### Local

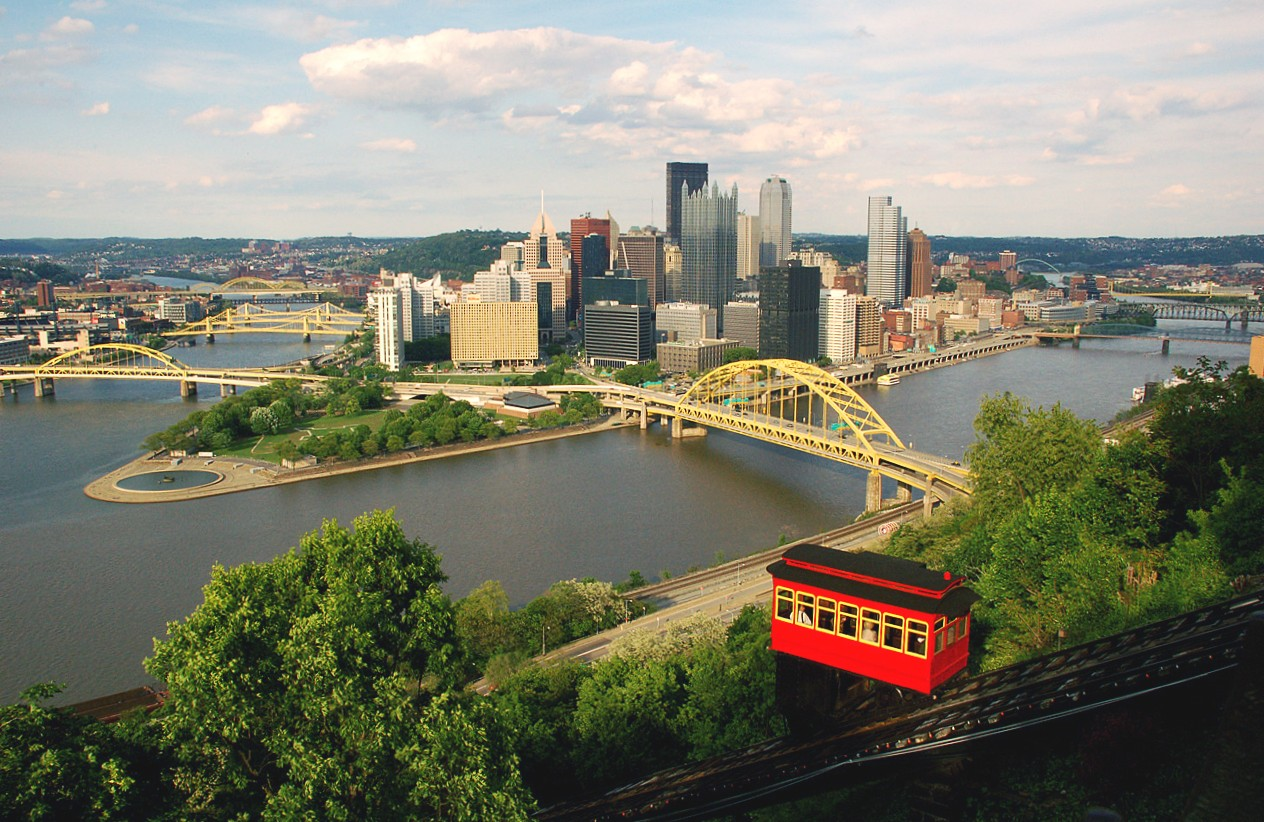
O centro de Pittsburgh, nos Estados Unidos, fica na confluência dos rios Monongahela e Allegheny, que se tornam o Ohio.

A localização das cidades variou ao longo da história de acordo com os contextos naturais, tecnológicos, econômicos e militares. O acesso à água tem sido um fator importante na localização e crescimento das cidades e, apesar das exceções permitidas pelo advento do transporte ferroviário no século XIX, até o presente, a maioria da população urbana do mundo vive perto da costa marítima ou de rios.
As áreas urbanas geralmente não podem produzir seu próprio alimento e, portanto, devem desenvolver alguma relação com o interior que as sustenta. Somente em casos especiais, como as cidades mineiras, que desempenham um papel vital no comércio de longa distância, as cidades são desconectadas do campo que as alimenta. Assim, a centralidade dentro de uma região produtiva influencia a localização, já que as forças econômicas em teoria favoreceriam a criação de mercados em locais ótimos mutuamente alcançáveis.

### Centro

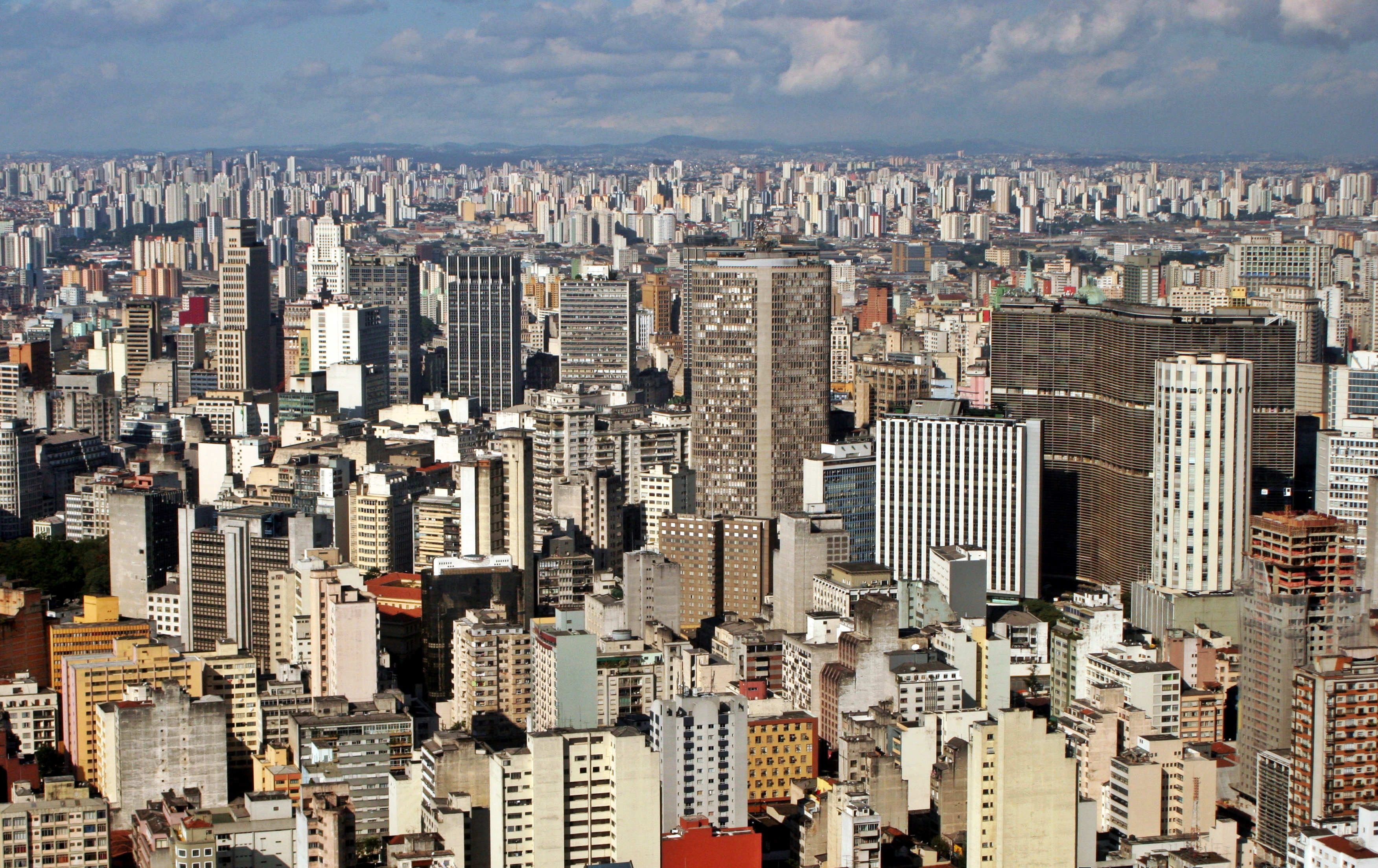
Zona Central de São Paulo, no Brasil.

A grande maioria das cidades tem uma área central contendo edifícios com especial significado econômico, político e religioso. Os arqueólogos referem-se a esta área pelo termo grego temenos ou se for fortificada como uma cidadela. Esses espaços refletem e ampliam historicamente a centralidade e a importância da cidade para sua esfera de influência mais ampla.

### Espaço público
As cidades normalmente têm espaços públicos onde qualquer pessoa pode ir. Estes incluem espaços de propriedade privada abertos ao público, bem como formas de terras públicas, como domínio público e usos comuns. A filosofia ocidental desde a época da ágora grega considerou o espaço público físico como o substrato simbólico da esfera pública.

### Estrutura interna

Plano urbano de Washington, D.C., inspirado em Versalhes.

A estrutura urbana geralmente segue um ou mais padrões básicos: geomórfico, radial, concêntrico, retilíneo e curvilíneo. O ambiente físico geralmente restringe a forma na qual uma cidade é construída.
Se localizada em uma encosta de montanha, a estrutura urbana pode contar com terraços e ruas sinuosas. Pode ser adaptada aos seus meios de subsistência (por exemplo, agricultura ou pesca). E pode ser configurada para uma defesa ideal, dada a paisagem circundante.
Um sistema de ruas urbanas e terrenos retilíneos, conhecido como plano de grade, tem sido usado por milênios na Ásia, Europa e Américas. A civilização do Vale do Indo construiu Moenjodaro, Harapa e outras cidades em um padrão de grade, usando princípios antigos descritos por Kautilya e alinhados com os pontos da bússola.

## História

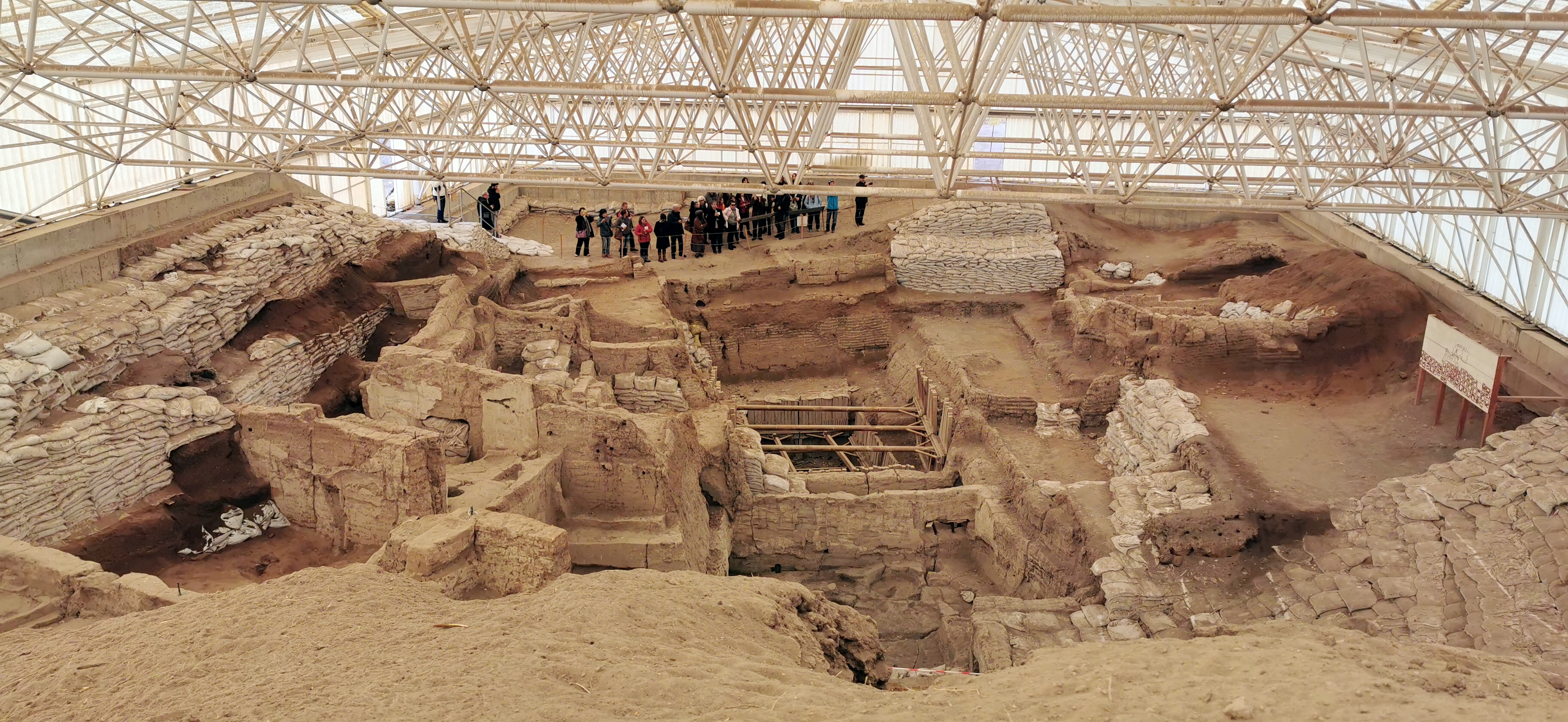
Escavações na área sul de Çatalhüyük, uma das primeiras cidades do mundo.

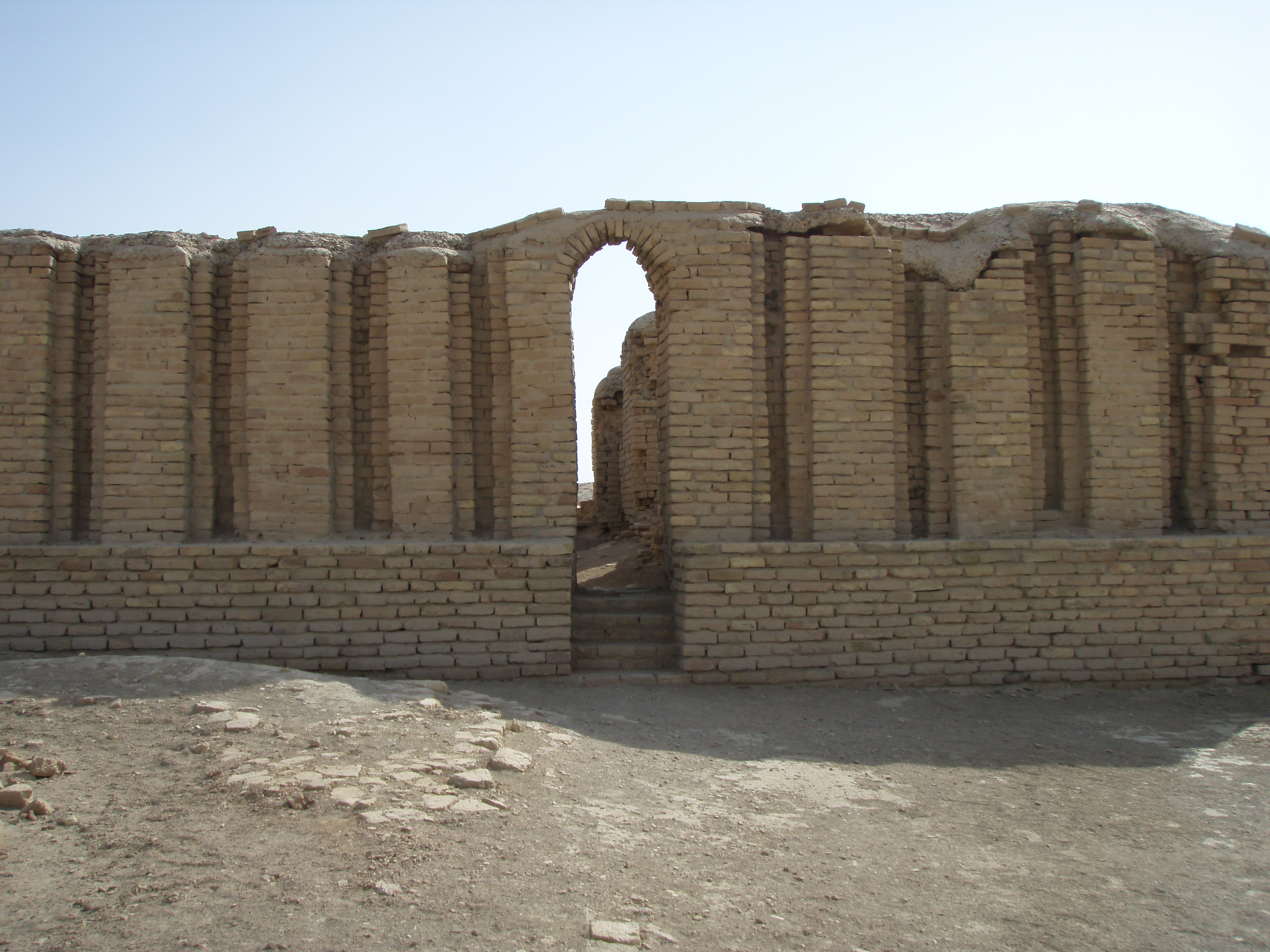
Um arco da antiga cidade suméria de Ur, que floresceu no terceiro milênio a.C., pode ser visto na atual Tell el-Mukayyar no Iraque.

As cidades de Jericó, Alepo, Faium, Erevã, Atenas, Damasco e Argos estão entre as que reivindicam a mais longa habitação contínua. As cidades, caracterizadas pela densidade populacional, função simbólica e planejamento urbano, existem há milhares de anos. Na visão convencional, a civilização e a cidade resultaram do desenvolvimento da agricultura, que possibilitou a produção de alimentos excedentes e, portanto, uma divisão social do trabalho (com concomitante estratificação social) e do comércio. As primeiras cidades muitas vezes apresentavam celeiros, às vezes dentro de um templo. Um ponto de vista minoritário considera que as cidades podem ter surgido sem a agricultura, devido aos meios alternativos de subsistência (pesca), para serem usadas como abrigos sazonais comunais, pelo seu valor como bases de organização militar defensiva e ofensiva, ou à sua inerente função econômica inerente. As cidades desempenharam um papel crucial no estabelecimento do poder político sobre uma área e líderes antigos, como Alexandre, o Grande, as fundaram e as criaram com zelo.

### Antiguidade
Jericó e Çatalhöyük, datadas do oitavo milênio a.C., estão entre as primeiras proto-cidades conhecidas pelos arqueólogos. No entanto, a cidade mesopotâmica de Uruk de meados do quarto milênio a.C. (antigo Iraque) é considerada por alguns como a primeira cidade verdadeira, com seu nome atribuído ao período de Uruk.
No quarto e terceiro milênio a.C., civilizações complexas floresceram nos vales de rios da Mesopotâmia, Índia, China e Egito. Escavações nessas áreas encontraram ruínas de cidades voltadas para comércio, política ou religião. Algumas tinham populações grandes e densas, mas outras realizavam atividades urbanas no campo da política ou da religião sem ter grandes populações associadas.

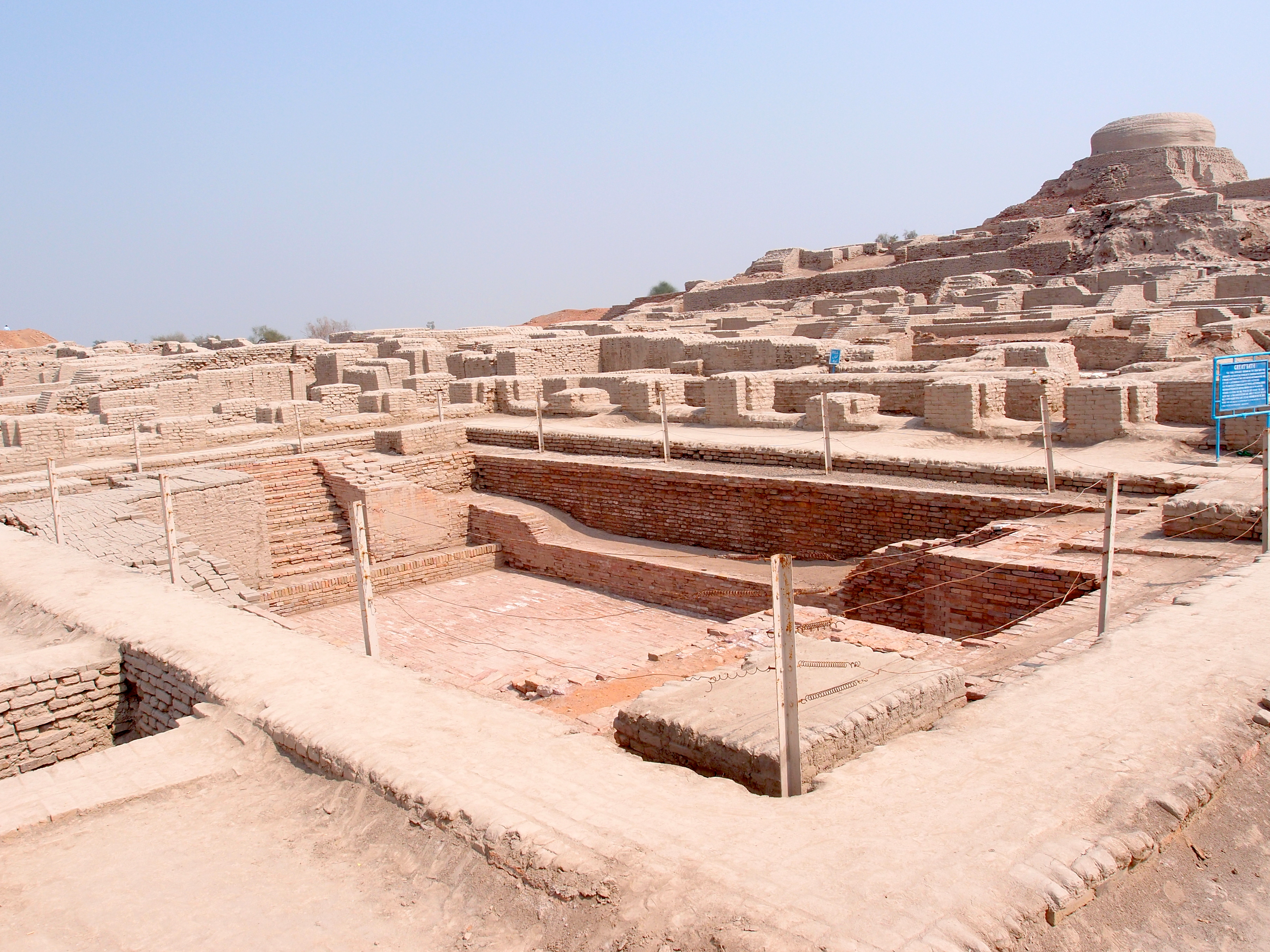
Moenjodaro, uma cidade da civilização do Vale do Indo, no atual Paquistão, que foi reconstruída seis ou mais vezes também no terceiro milênio a.C.

Entre as primeiras cidades do Velho Mundo, Moenjodaro da civilização do Vale do Indo no atual Paquistão, existente a partir de cerca de 2600 a.C., era uma das maiores, com uma população de 50 mil pessoas ou mais e um sofisticado sistema de saneamento. As cidades planejadas da China foram construídas de acordo com princípios sagrados para atuar como microcosmos celestes.
As cidades do Antigo Egito que são conhecidas fisicamente pelos arqueólogos não são extensas. E as incluem (conhecidos por seus nomes árabes) El Lahun, uma cidade de trabalhadores associada à pirâmide de Senusret II, e a cidade religiosa Amarna, construída por Akhenaton e depois abandonada. Esses locais aparecem planejados de forma altamente regimentada e estratificada, com uma grade minimalista de quartos para os trabalhadores e habitações cada vez mais elaboradas disponíveis para as classes mais altas.
Na Mesopotâmia, a civilização da Suméria, seguida pela Assíria e Babilônia, deu origem a inúmeras cidades, governadas por reis e fomentando múltiplas línguas escritas em cuneiforme. O império comercial fenício, que floresceu por volta da virada do primeiro milênio a.C., abrangia inúmeras cidades que se estendiam de Tiro e Biblos até Cartago e Cádiz.

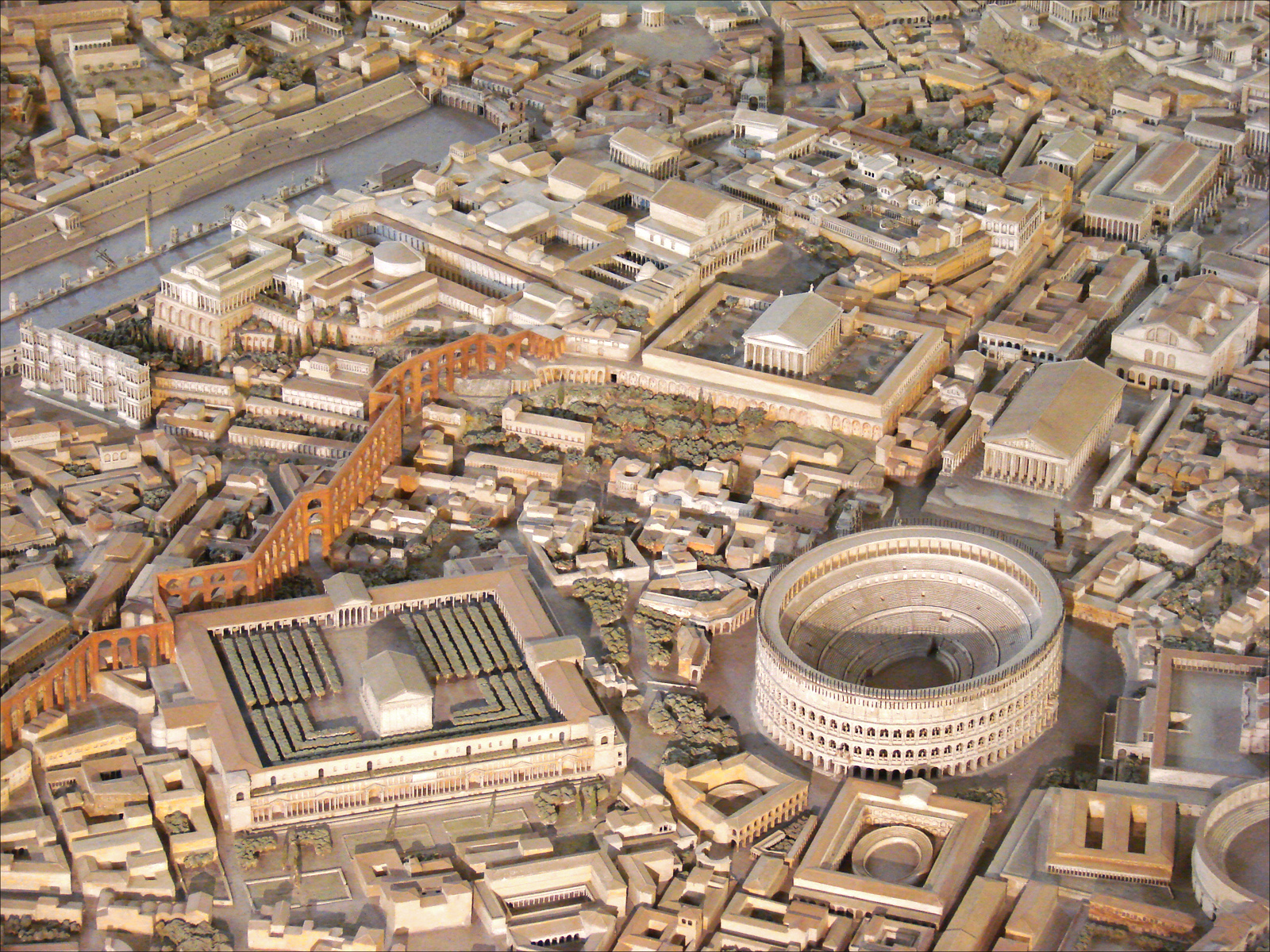
Recriação da Roma Antiga durante o governo de Constantino. A cidade foi a primeira do mundo a atingir um milhão de habitantes.

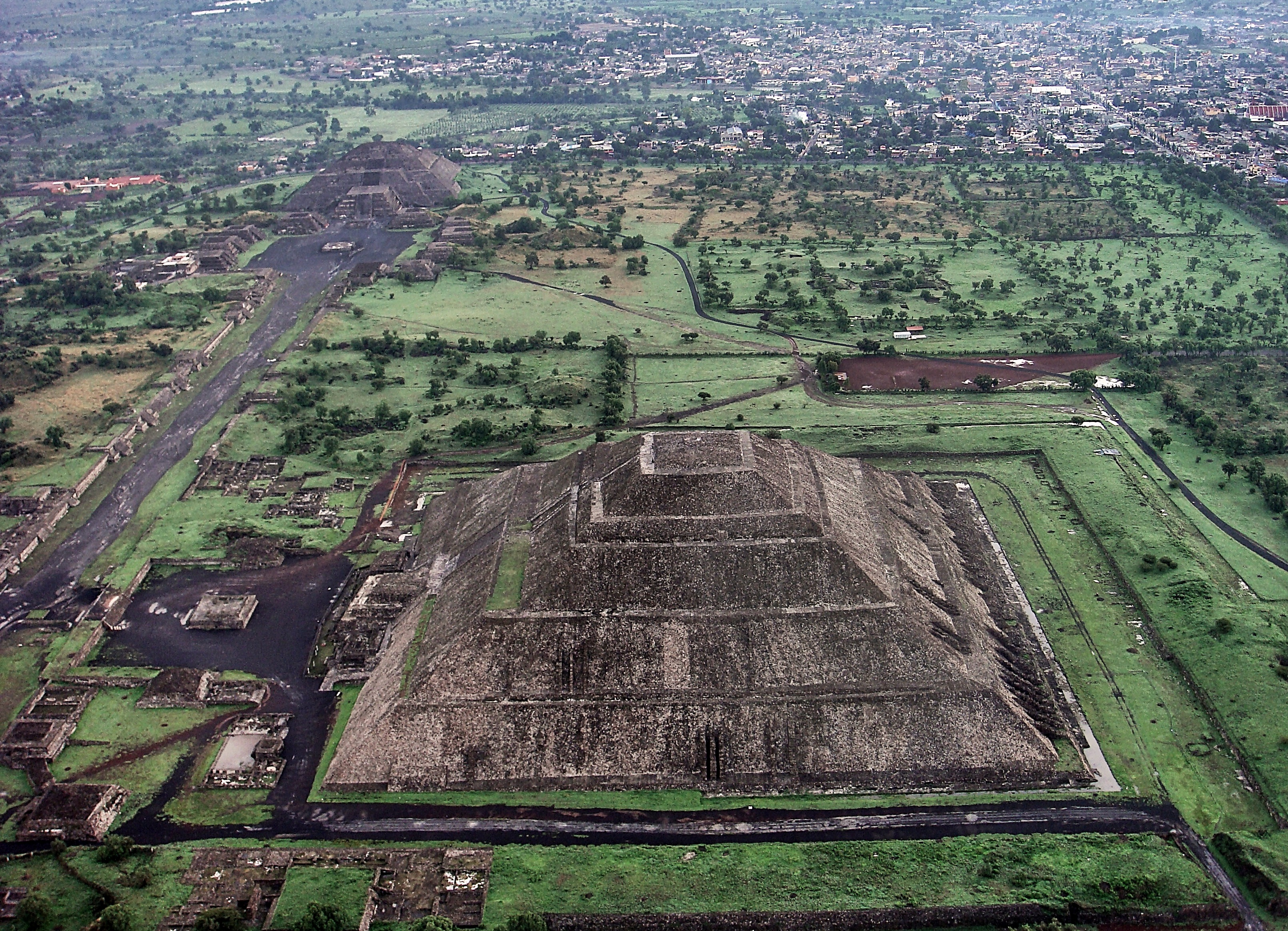
Vista aérea do que já foi o centro de Teotihuacan, no atual México, mostra a Pirâmide do Sol, a Pirâmide da Lua e a avenida processional que serve como espinha dorsal do sistema de ruas da cidade.

Nos séculos seguintes, cidades-estados independentes da Grécia, especialmente Atenas, desenvolveram a polis, uma associação de cidadãos do sexo masculino que constituíam coletivamente a cidade. A ágora, que significa "local de encontro" ou "assembleia", era o centro da vida atlética, artística, espiritual e política das polis. Roma foi a primeira cidade que ultrapassou um milhão de habitantes. Sob a autoridade de seu império, Roma transformou e fundou muitas cidades (coloniae), e com elas trouxe seus princípios de arquitetura urbana, design e sociedade.
Nas antigas Américas, as primeiras tradições urbanas se desenvolveram nos Andes e na Mesoamérica. Nos Andes, os primeiros centros urbanos se desenvolveram na civilização de Caral e nas culturas chavin e moche, seguidas por grandes cidades nas culturas huari, chimu e inca. A civilização de Caral incluía até 30 grandes centros populacionais no que é hoje a região do litoral centro-norte do Peru. É a mais antiga civilização conhecida nas Américas, florescendo entre os séculos XXX a.C. e XVIII a.C.. A Mesoamérica viu o surgimento do urbanismo inicial em várias regiões culturais, começando com os olmecas e se espalhando para os maias pré-clássicos, os zapotecas de Oaxaca e Teotihuacan no centro do México. Culturas posteriores, como a civilização asteca, andina, maia, mississippiana e pueblo, basearam-se nessas tradições urbanas anteriores. Muitas de suas antigas cidades continuam habitadas, incluindo grandes metrópoles como a Cidade do México, no mesmo local de Tenochtitlan; enquanto os antigos pueblos continuamente habitados estão perto de áreas urbanas modernas no Novo México, como Acoma Pueblo perto da área metropolitana de Albuquerque e Taos Pueblo perto de Taos; enquanto outros como Lima estão localizados nas proximidades de antigos sítios arqueológicos peruanos, como Pachacamac.
Jenné-Jeno, localizada no atual Mali e datada do século III a.C., carecia de arquitetura monumental e de uma classe social de elite distinta - mas, no entanto, tinha produção e relações especializadas com o interior. Os contatos comerciais pré-árabes provavelmente existiram entre Jenné-Jeno e o norte da África. Outros centros urbanos antigos na África subsaariana, datados de cerca de 500 d.C., incluem Awdaghust, Kumbi-Saleh, a antiga capital de Gana, e Maranda, um centro localizado em uma rota comercial entre o Egito e Gao.

### Idade Média

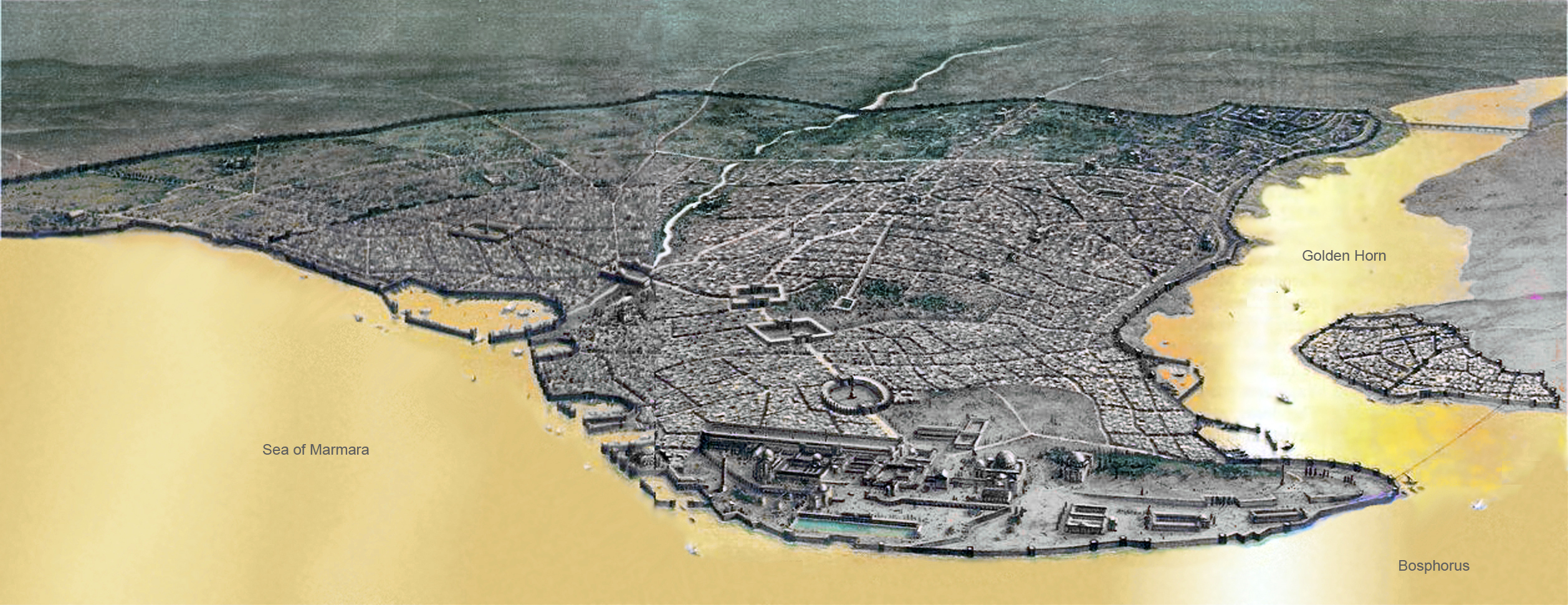
Vista aérea de Constantinopla, sede do Império Romano do Oriente e principal centro urbano da Idade Média.

Nos remanescentes do Império Romano, as cidades da antiguidade tardia ganharam independência, mas logo perderam população e importância. O foco do poder no Ocidente mudou para Constantinopla e para a ascendente civilização islâmica com suas principais cidades: Bagdá, Cairo e Córdoba. Do século IX até o final do século XII, Constantinopla, capital do Império Romano do Oriente, foi a maior e mais rica cidade da Europa, com uma população próxima de 1 milhão. O Império Otomano gradualmente ganhou controle sobre muitas cidades na área do Mediterrâneo, incluindo Constantinopla em 1453.
No Sacro Império Romano-Germânico, a partir do século XII, as cidades imperiais livres como Nuremberg, Estrasburgo, Frankfurt, Basileia, Zurique, Nijmegen tornaram-se uma elite privilegiada entre as cidades que conquistaram o autogoverno de seu senhor local ou receberam autogovernança pelo imperador e sendo colocado sob sua proteção imediata. Em 1480, essas cidades, que ainda faziam parte do império, tornaram-se parte dos Estados Imperiais que governavam o império com o imperador através da Dieta Imperial.

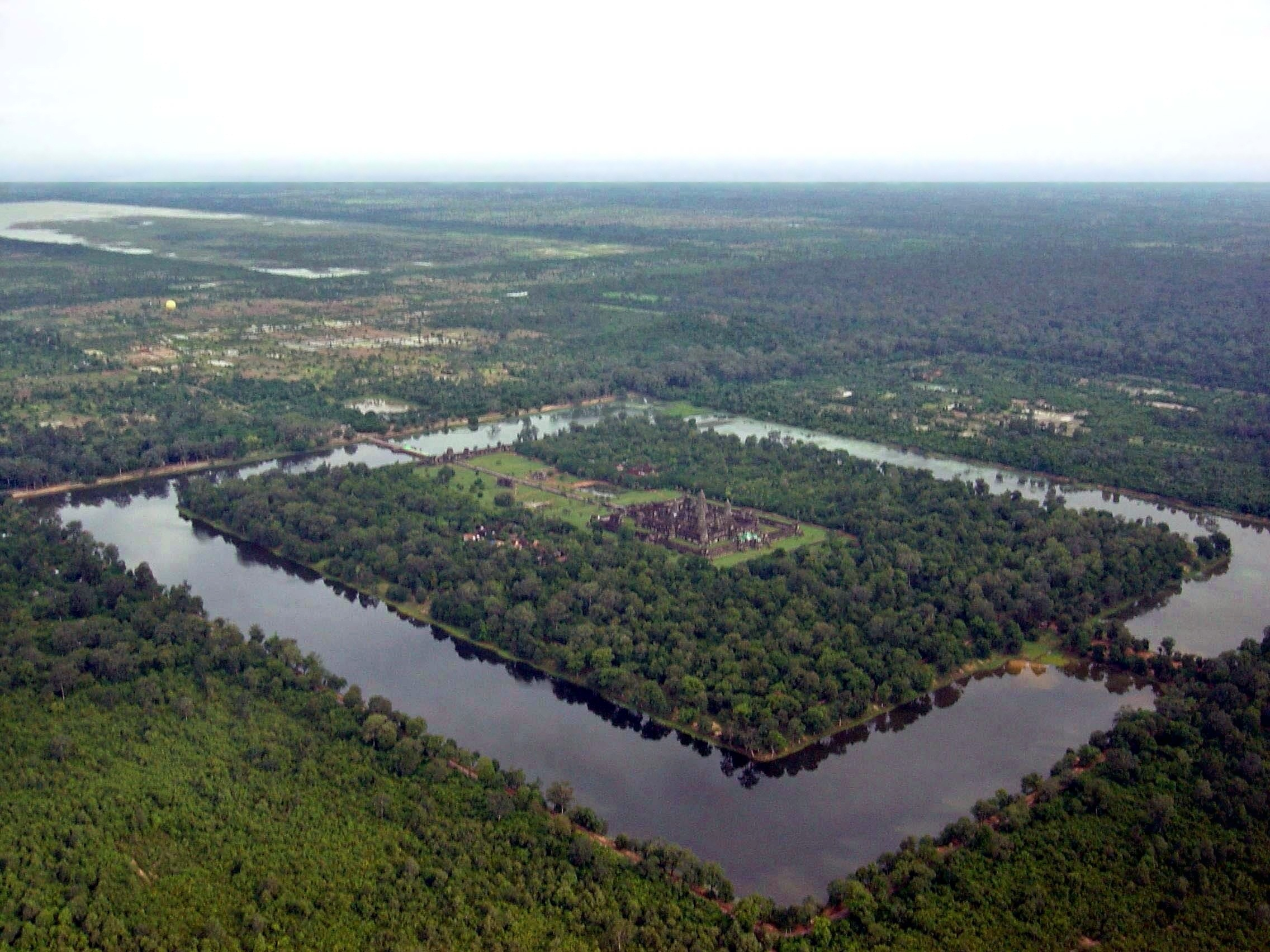
Angkor, a capital do Império Quemer, no atual Camboja, tornou-se o assentamento urbano pré-industrial mais extenso do mundo em área durante o primeiro milênio d.C.

Nos séculos XIII e XIV, algumas cidades se tornaram Estados poderosos, tomando áreas vizinhas sob seu controle ou estabelecendo extensos impérios marítimos. Na Itália, as comunas medievais se desenvolveram em cidades-estados, como a República de Veneza e a República de Gênova. No norte da Europa, cidades como Lübeck e Bruges formaram a Liga Hanseática para defesa coletiva e comércio. Seu poder foi posteriormente desafiado e eclipsado pelas cidades comerciais holandesas de Ghent, Ypres e Amsterdã. Fenômenos semelhantes existiam em outros lugares, como no caso de Sakai, que gozava de considerável autonomia no Japão medieval tardio.
No primeiro milênio d.C., a capital do Império Quemer de Angkor, no atual Camboja, tornou-se o assentamento pré-industrial mais extenso do mundo em área, cobrindo mais de mil quilômetros quadrados e possivelmente suportando até um milhão de pessoas.

### Era moderna

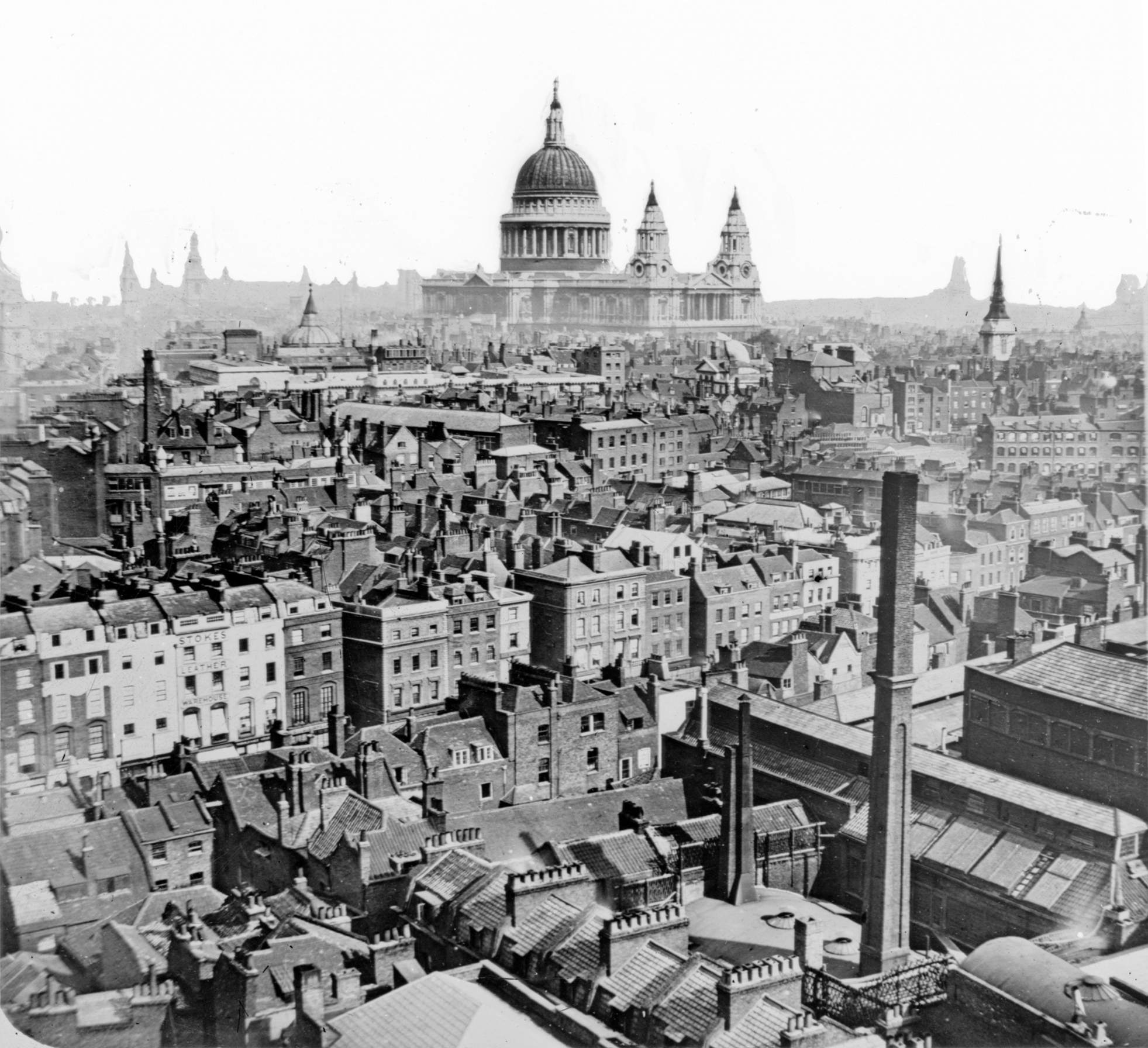
Vista de Londres e da Catedral de São Paulo em 1865.

No Ocidente, os Estados-nação tornaram-se a unidade dominante de organização política após a Paz de Vestfália no século XVII. As maiores capitais da Europa Ocidental (Londres e Paris) se beneficiaram do crescimento do comércio após o surgimento de um comércio atlântico. No entanto, a maioria das cidades permaneceu pequena.
O crescimento da indústria moderna a partir do final do século XVIII levou à urbanização maciça e ao surgimento de novas grandes cidades, primeiro na Europa e depois em outras regiões, à medida que novas oportunidades trouxeram um grande número de migrantes de comunidades rurais para áreas urbanas. A Inglaterra liderou o caminho quando Londres se tornou a capital de um império mundial e as cidades de todo o país cresceram em locais estratégicos para a fabricação. Nos Estados Unidos, de 1860 a 1910, a introdução de ferrovias reduziu os custos de transporte e grandes centros industriais começaram a surgir, alimentando a migração das áreas rurais para as cidades. As cidades industrializadas tornaram-se lugares mortais para se viver, devido a problemas de saúde decorrentes da superlotação, riscos ocupacionais da indústria, água e ar contaminados, falta de saneamento e doenças transmissíveis, como febre tifoide e cólera. Fábricas e favelas surgiram como características regulares da paisagem urbana.

### Era pós-industrial

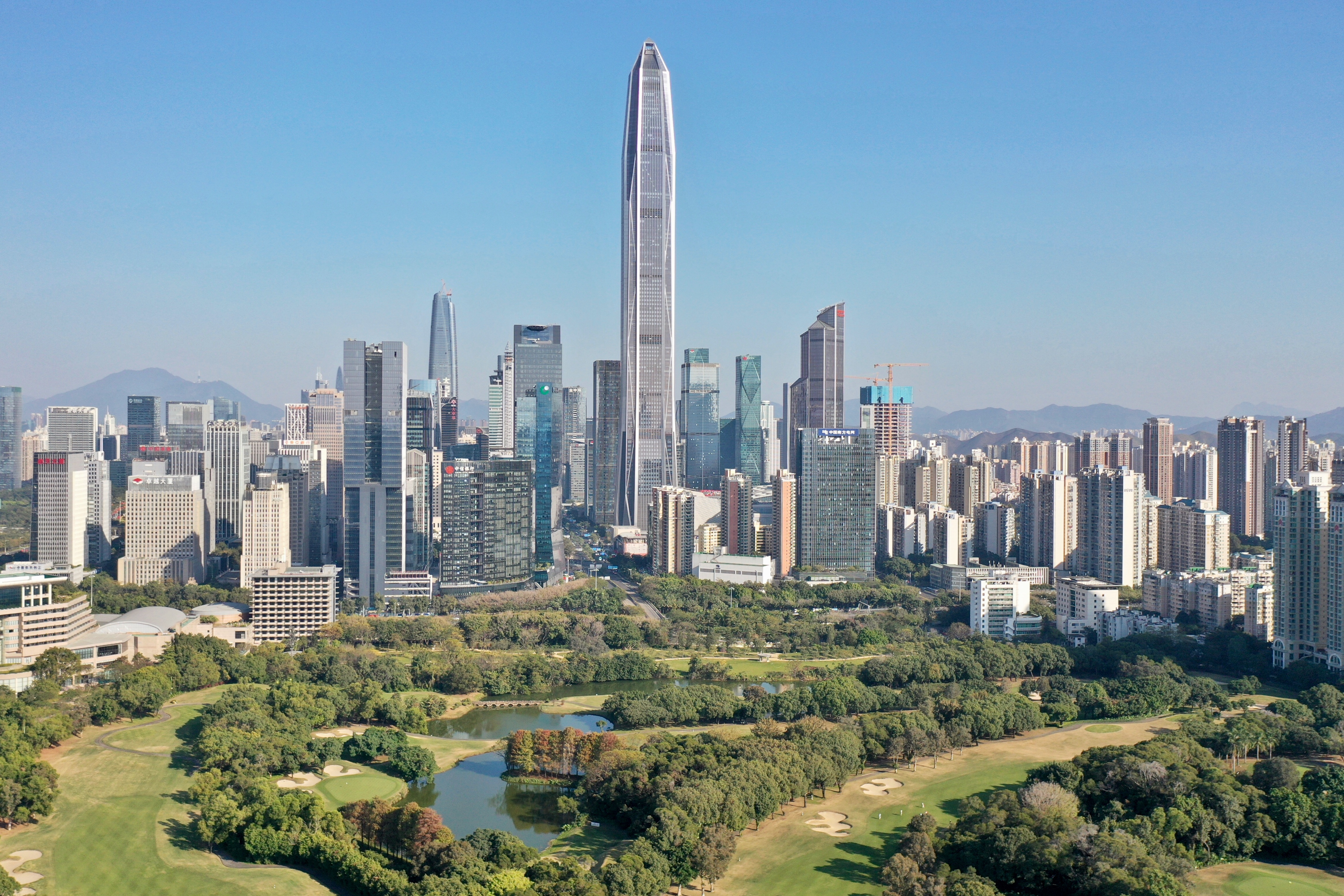
Panorama de Shenzhen, na China. Em 2017, 90% dos produtos eletrônicos vendidos ao redor do mundo eram feitos na cidade.

Na segunda metade do século XX, a desindustrialização (ou "reestruturação econômica") no Ocidente levou à pobreza, falta de moradias e decadência urbana em cidades anteriormente prósperas. O "cinturão de aço" da América tornou-se um "cinturão de ferrugem" e cidades como Detroit e Gary começaram a encolher, contrariando a tendência global de expansão urbana maciça. Essas cidades se adaptaram com sucesso relativo para a economia de serviços e parcerias público-privadas, com gentrificação concomitante, esforços de revitalização desiguais e desenvolvimento cultural seletivo. Sob o Grande Salto Adiante e os planos quinquenais subsequentes que continuam até hoje, a República Popular da China passou por uma urbanização e industrialização concomitantes e se tornou o principal polo manufatureiro do mundo.
Em meio a essas mudanças econômicas, a alta tecnologia e as telecomunicações instantâneas permitem que cidades selecionadas se tornem centros da economia do conhecimento. Um novo paradigma de cidade inteligente, apoiado por instituições como a RAND Corporation e a IBM, está trazendo vigilância computadorizada, análise de dados e governança para as cidades e seus moradores.

## Urbanização

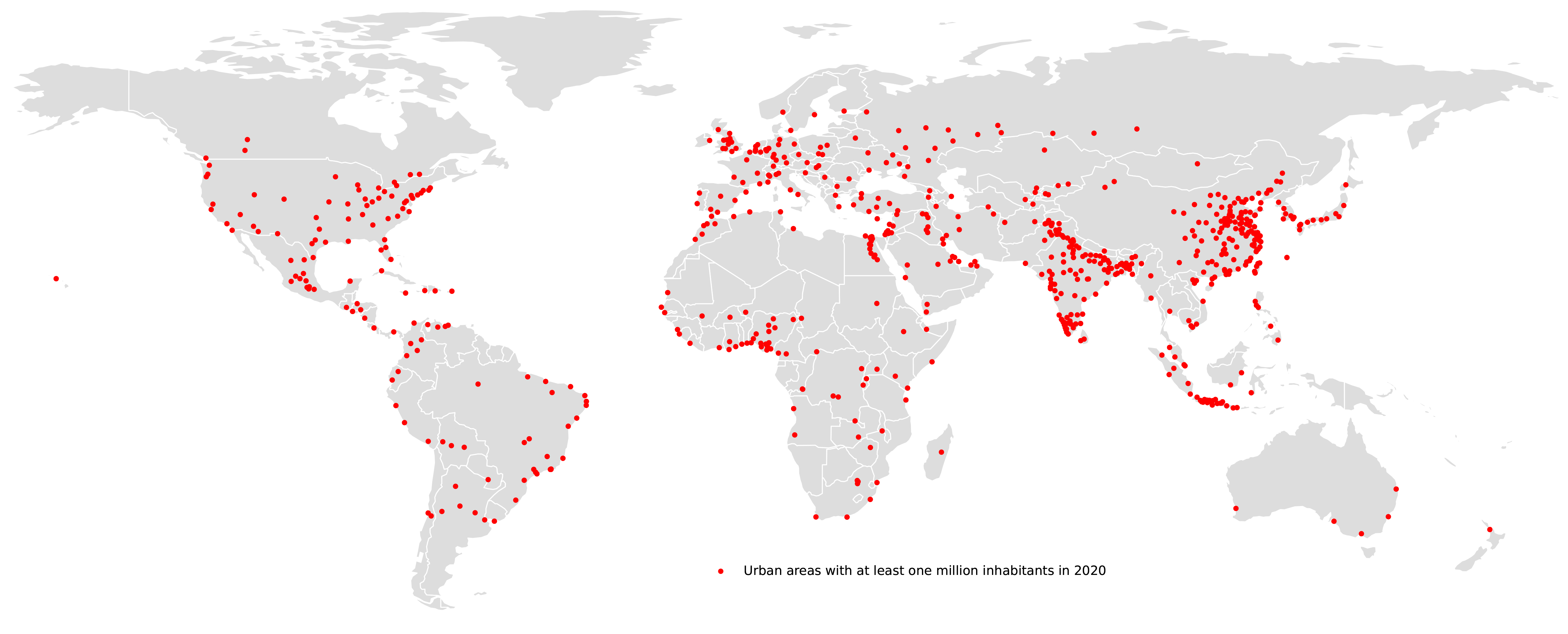
Mapa mostrando áreas urbanas com pelo menos um milhão de habitantes em 2020.

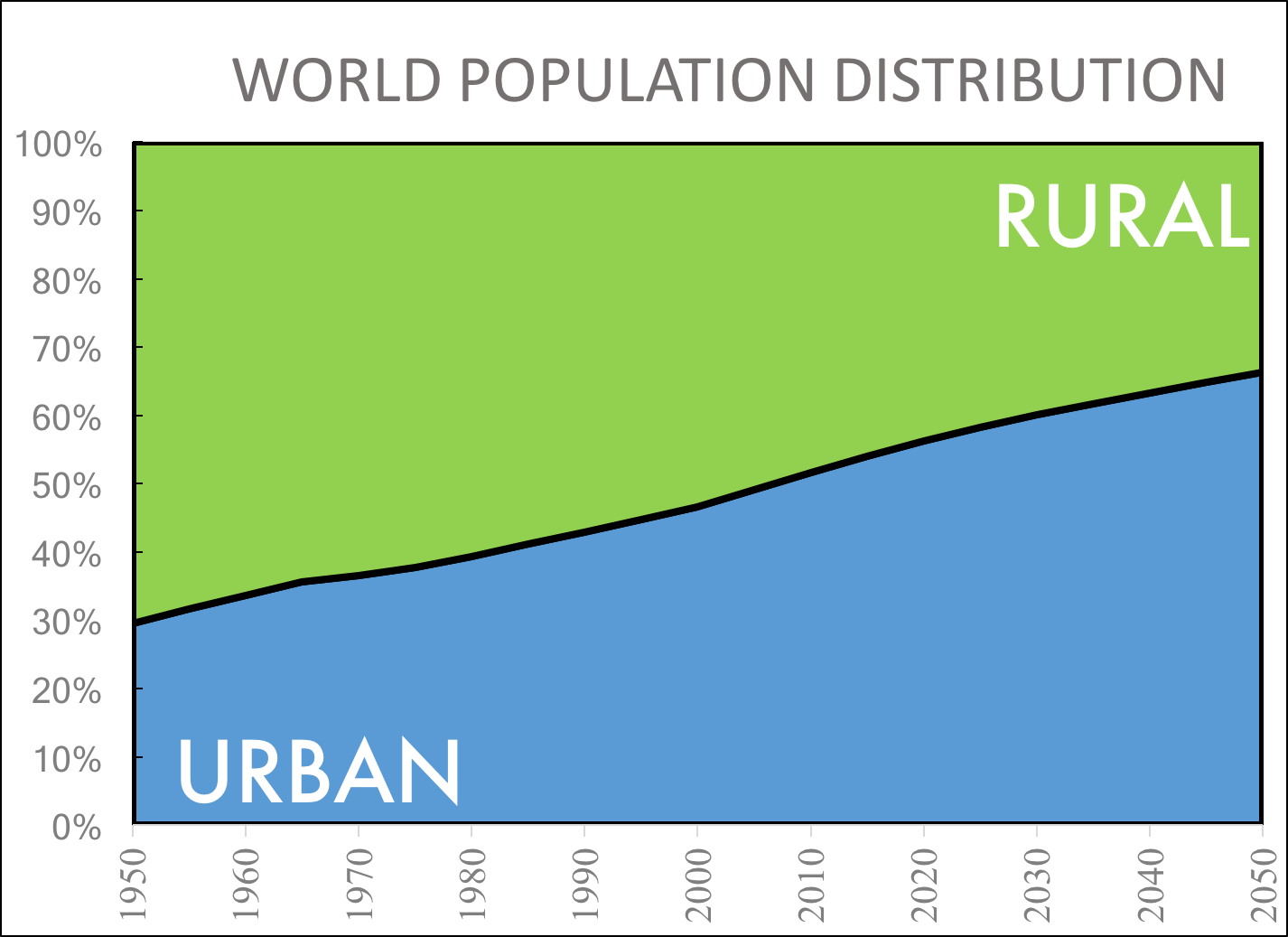
Gráfico mostrando a urbanização de 1950 projetada para 2050.

A urbanização é o processo de migração das áreas rurais para as urbanas, impulsionado por vários fatores políticos, econômicos e culturais. Até o século XVIII, existia um equilíbrio entre a população agrícola rural e as cidades com mercados e manufatura em pequena escala. Com as revoluções agrícola e industrial, a população urbana iniciou um crescimento sem precedentes, tanto pela migração quanto pela expansão demográfica. Na Inglaterra, a proporção da população vivendo em cidades saltou de 17% em 1801 para 72% em 1891. Em 1900, 15% da população mundial vivia em cidades. O apelo cultural das cidades também desempenha um papel na atração de moradores.
A urbanização se espalhou rapidamente pela Europa e pelas Américas e, desde a década de 1950, também se estabeleceu na Ásia e na África. A Divisão de População do Departamento de Assuntos Econômicos e Sociais das Nações Unidas, informou em 2014 que, pela primeira vez, mais da metade da população mundial vive em cidades.
A América Latina é o continente mais urbano, com quatro quintos de sua população vivendo em cidades, incluindo um quinto da população que vive em favelas. Batam, na Indonésia, Mogadíscio, na Somália, Xiamen, na China e Niamey, no Níger, são consideradas entre as cidades que mais crescem no mundo, com taxas de crescimento anual de 5 a 8%. Em geral, os países mais desenvolvidos do "Norte Global" continuam mais urbanizados do que os países menos desenvolvidos do "Sul Global" — mas a diferença continua diminuindo porque a urbanização está acontecendo mais rapidamente neste último grupo. A Ásia abriga, de longe, o maior número absoluto de habitantes das cidades: mais de dois bilhões de pessoas e aumentando. A ONU prevê mais 2,5 bilhões de habitantes das cidades (e 300 milhões a menos de habitantes do campo) em todo o mundo até 2050, com 90% da expansão da população urbana ocorrendo na Ásia e na África.
Megacidades, cidades com população vários milhões de pessoas, proliferaram às dezenas, surgindo especialmente na Ásia, África e América Latina. A globalização econômica alimenta o crescimento dessas cidades, à medida que novas torrentes de capital estrangeiro organizam a rápida industrialização, bem como a realocação de grandes empresas da Europa e da América do Norte, atraindo imigrantes de perto e de longe. Um abismo profundo divide ricos e pobres nessas cidades, que geralmente contêm uma elite super-rica que vive em condomínios fechados e grandes massas de pessoas que vivem em moradias precárias com infraestrutura inadequada e condições precárias.
Cidades ao redor do mundo se expandiram fisicamente à medida que crescem em população, com aumentos em sua extensão de superfície, com a criação de arranha-céus para uso residencial e comercial e com desenvolvimento subterrâneo.
A urbanização pode criar uma demanda rápida para a gestão de recursos hídricos, já que anteriormente boas fontes de água doce se tornam excessivamente usadas e poluídas e o volume de esgoto começa a exceder os níveis gerenciáveis.

## Governo

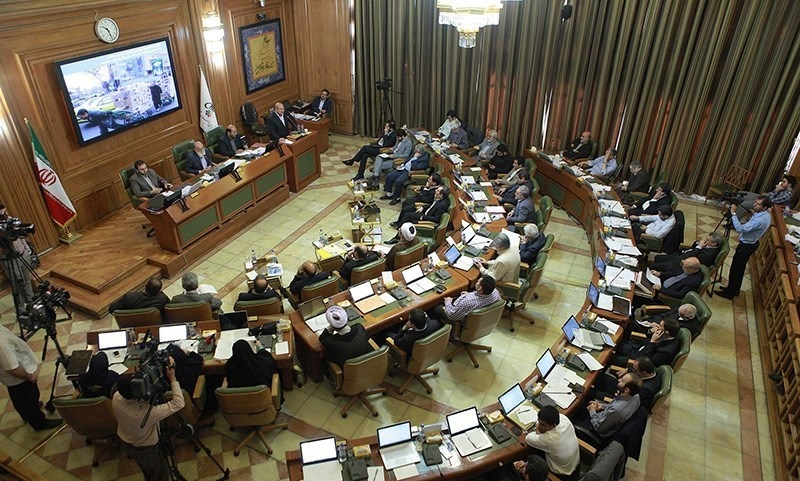
O conselho municipal de Teerã, Irã, durante reunião em setembro de 2015.

O governo local das cidades assume diferentes formas ao redor do mundo. O principal funcionário da cidade tem o título de prefeito. Qualquer que seja seu verdadeiro grau de autoridade política, o prefeito normalmente atua como a figura de líder ou personificação de sua cidade.
Os governos das cidades têm autoridade para fazer leis que regem a atividade dentro das cidades, enquanto sua jurisdição é geralmente considerada subordinada (em ordem crescente) à lei estadual/provincial, nacional e talvez internacional. Essa hierarquia da lei não é aplicada rigidamente na prática – por exemplo, em conflitos entre regulamentos municipais e princípios nacionais, como direitos constitucionais e direitos de propriedade. Conflitos e questões legais surgem com mais frequência nas cidades do que em outros lugares devido ao simples fato de sua maior densidade. Os governos das cidades modernas regulam completamente a vida cotidiana em muitas dimensões, incluindo saúde pública e pessoal, transporte, enterro, uso e extração de recursos, recreação e a natureza e uso dos edifícios. Tecnologias, técnicas e leis que regem essas áreas – desenvolvidas nas cidades – tornaram-se onipresentes em muitas áreas. Os funcionários municipais podem ser nomeados por um nível superior de governo ou eleitos localmente.

### Serviços municipais

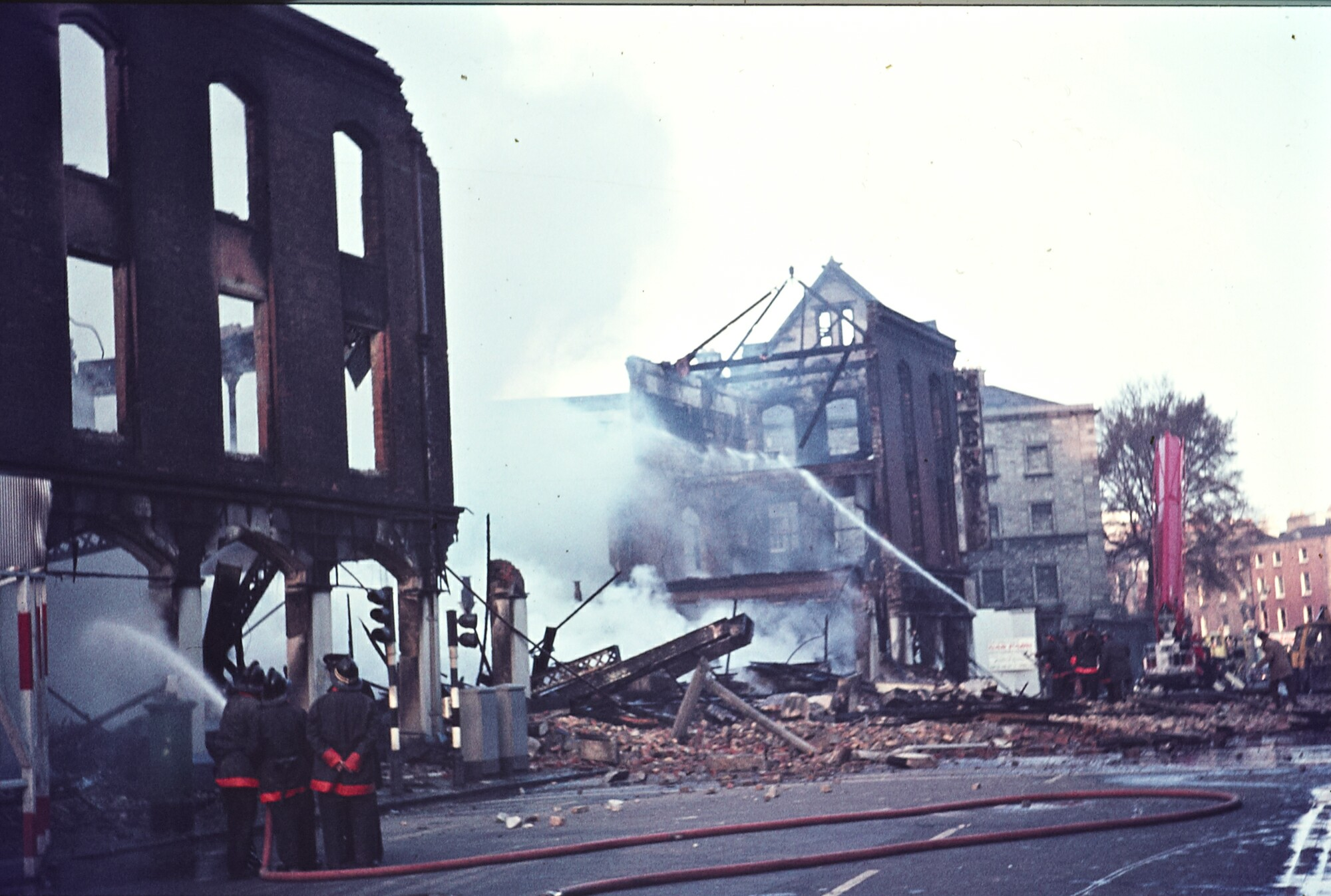
A Brigada de Incêndio de Dublin, Irlanda, extinguindo um grave incêndio em uma loja de ferragens em 1970.

As cidades normalmente fornecem serviços municipais, como educação, por meio de sistemas escolares; policiamento, por meio de delegacias de polícia; e combate a incêndios, através dos Corpos de Bombeiros; bem como a infraestrutura básica da cidade. Estes são fornecidos mais ou menos rotineiramente, de forma mais ou menos igual. A responsabilidade pela administração geralmente recai sobre o governo da cidade, embora alguns serviços possam ser operados por um nível mais alto de governo, enquanto outros podem ser administrados de forma privada.

### Finanças
A base tradicional para as finanças municipais é o imposto de propriedade local cobrado sobre imóveis dentro da cidade. O governo local também pode arrecadar receitas através de serviços ou arrendando terras de sua propriedade. No entanto, o financiamento de serviços municipais, bem como de renovação urbana e outros projetos de desenvolvimento, é um problema perene, que as cidades abordam por meio de apelos aos governos superiores, acordos com o setor privado e técnicas como privatização (venda de serviços para o setor privado), corporatização (formação de corporações quase privadas de propriedade municipal) e financeirização (empacotamento de ativos da cidade em contratos públicos financeiros negociáveis e outros direitos relacionados. Esta situação tornou-se aguda em cidades desindustrializadas e nos casos em que empresas e cidadãos mais ricos se mudaram para fora dos limites da cidade e, portanto, fora do alcance da tributação. As cidades em busca de dinheiro recorrem cada vez mais ao título municipal, essencialmente um empréstimo com juros e prazo de reembolso. Os governos municipais também começaram a usar o financiamento de incremento de impostos, no qual um projeto de desenvolvimento é financiado por empréstimos baseados em receitas fiscais futuras que se espera que ele gere.

### Governança

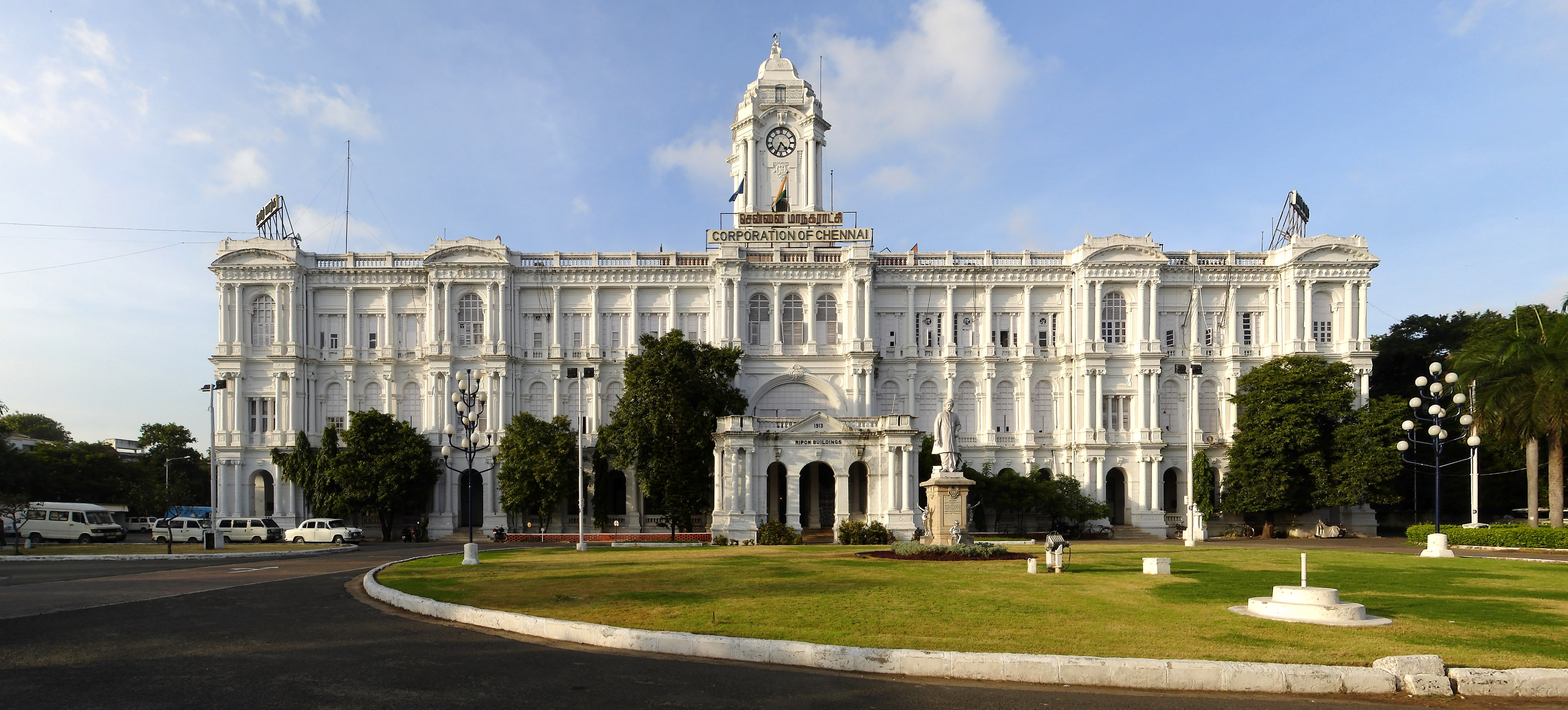
O Edifício Ripon, a sede da Greater Chennai Corporation em Chennai, Índia. É uma das mais antigas corporações governamentais de cidades na Ásia.

A governança inclui o governo, mas refere-se a um domínio mais amplo de funções de controle social implementadas por muitos atores, incluindo organizações não governamentais. O impacto da globalização e o papel das corporações multinacionais nos governos locais em todo o mundo levou a uma mudança de perspectiva sobre a governança urbana, longe da "teoria do regime urbano" em que uma coalizão de interesses locais governa funcionalmente, em direção a uma teoria de controle econômicos externo, amplamente associada em acadêmicos com a filosofia do neoliberalismo. No modelo neoliberal de governança, os serviços públicos são privatizados, a indústria é desregulamentada e as corporações ganham o estatuto de atores governantes – como indicado pelo poder que exercem nas parcerias público-privadas e na expectativa de autogestão através da responsabilidade social corporativa. Os maiores investidores e promotores imobiliários atuam como planejadores urbanos de facto das cidades.
O conceito relacionado de boa governança dá mais ênfase ao Estado, com o objetivo de avaliar os governos urbanos quanto à sua adequação à assistência ao desenvolvimento. Os conceitos de governança e boa governança são especialmente invocados nas megacidades emergentes, onde as organizações internacionais consideram os governos existentes inadequados para suas grandes populações.

### Planejamento urbano

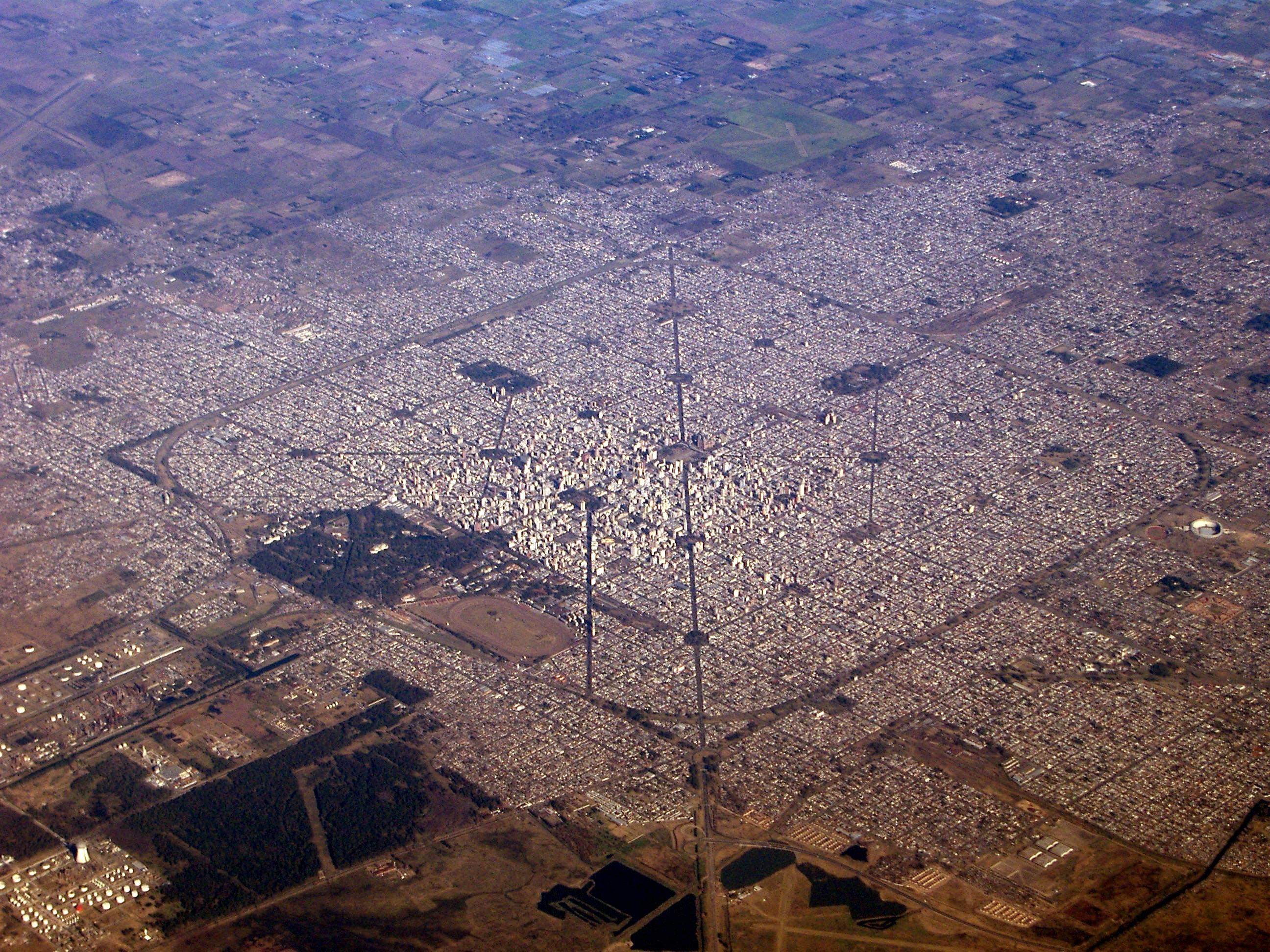
La Plata, Argentina, baseada em um quadrado perfeito com 5 196 metros de lado, foi projetada na década de 1880 como a nova capital da Província de Buenos Aires.

O planejamento urbano, a aplicação de premeditação ao desenho da cidade, envolve a otimização do uso do solo, transportes, serviços públicos e outros sistemas básicos, a fim de atingir determinados objetivos. Planejadores e estudiosos propuseram teorias sobrepostas como ideais de como os planos urbanos devem ser formados. As ferramentas de planejamento, além do projeto original da própria cidade, incluem investimentos de capital público em infraestrutura e controles de uso do solo, como zoneamento. O processo contínuo de planejamento abrangente envolve a identificação de objetivos gerais, bem como a coleta de dados para avaliar o progresso e informar decisões futuras.
O governo é legalmente a autoridade final no planejamento, mas na prática o processo envolve tanto elementos públicos quanto privados. O princípio legal do desapropriação é utilizado pelo governo para alienar os cidadãos de sua propriedade nos casos em que seu uso é necessário para um projeto. O planejamento geralmente envolve compensações – decisões em que alguns ganham e outros perdem – e, portanto, está intimamente ligado à situação política predominante.
A história do planejamento urbano data de algumas das primeiras cidades conhecidas, especialmente no Vale do Indo e nas civilizações mesoamericanas, que construíram suas cidades em grades e aparentemente zonearam diferentes áreas para diferentes propósitos. Os efeitos do planejamento, onipresentes no mundo de hoje, podem ser vistos mais claramente no layout das comunidades planejadas, totalmente projetadas antes da construção, muitas vezes considerando sistemas físicos, econômicos e culturais interligados.

## Sociedade

### Estrutura social

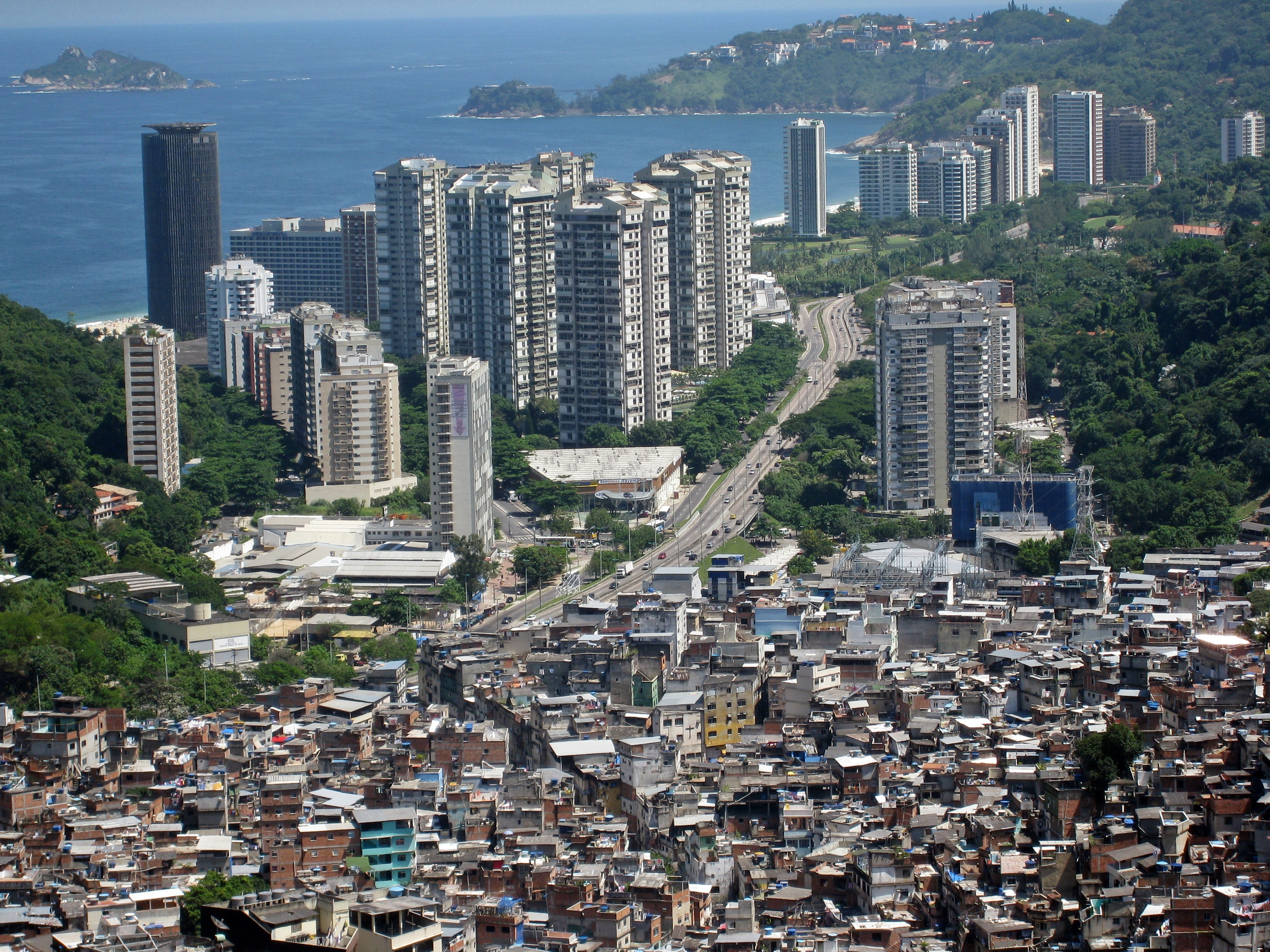
A favela da Rocinha, no Rio de Janeiro, Brasil, fica ao lado dos edifícios de alto padrão do bairro de São Conrado, uma das regiões nobres da cidade.

A sociedade urbana é tipicamente estratificada. Espacialmente, as cidades são segregadas formal ou informalmente ao longo de linhas étnicas, econômicas e raciais. As pessoas que vivem relativamente próximas umas das outras podem viver, trabalhar e se divertir em áreas separadas e associar-se a pessoas diferentes, formando enclaves étnicos ou de estilo de vida ou, em áreas de pobreza concentrada, guetos e favelas. Enquanto nos Estados Unidos e em outros lugares a pobreza se associou ao centro da cidade, na França ela se associou aos banlieues, áreas de desenvolvimento urbano que cercam a cidade propriamente dita. Enquanto isso, em toda a Europa e América do Norte, a maioria racialmente branca é empiricamente o grupo mais segregado. Os subúrbios do Ocidente e, cada vez mais, os condomínios fechados e outras formas de "privatopia" em todo o mundo permitem que as elites locais se auto-segreguem em bairros seguros e exclusivos.
Os trabalhadores urbanos sem-terra, em contraste com os camponeses e conhecidos como proletariado, formam uma camada crescente da sociedade na era da urbanização. Na doutrina marxista, o proletariado inevitavelmente se revoltará contra a burguesia à medida que suas fileiras se avolumam com pessoas desprivilegiadas e descontentes sem qualquer participação no status quo. O proletariado urbano global de hoje, no entanto, geralmente carece do estatuto de operário fabril que no século XIX fornecia acesso aos meios de produção.

### Economia

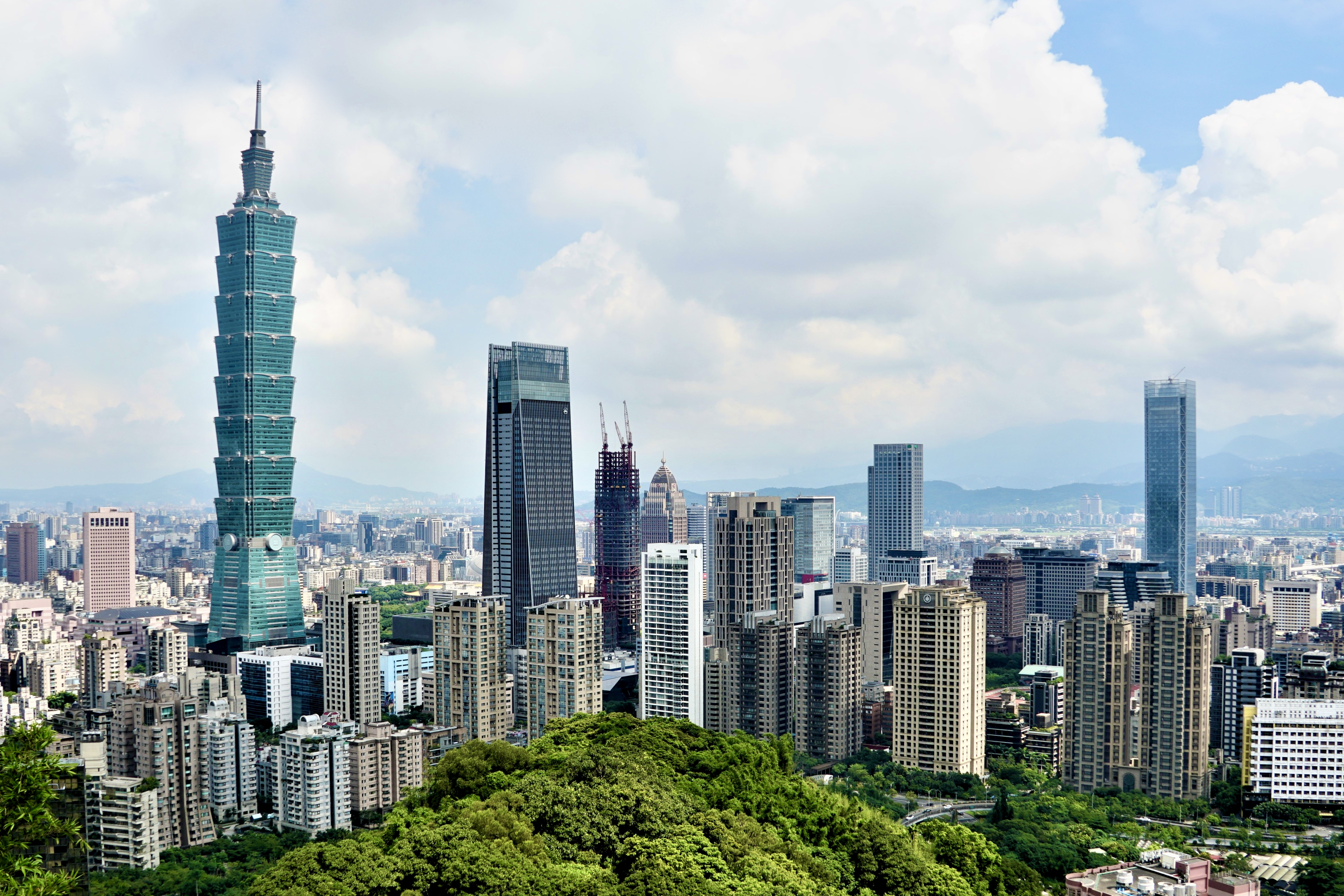
Aglomerados de arranha-céus no Distrito Especial de Xinyi – o centro de comércio e finanças da cidade de Taipei, capital de Taiwan.

Historicamente, as cidades dependem de áreas rurais para agricultura intensiva para produzir colheitas excedentes, em troca do que fornecem dinheiro, administração política, bens manufaturados e cultura. A economia urbana tende a analisar aglomerações maiores, que se estendem além dos limites da cidade, a fim de alcançar uma compreensão mais completa do mercado de trabalho local.
Como centros de comércio, as cidades há muito abrigam o comércio varejista e o consumo por meio da interface de compras. No século XX, as lojas de departamentos, usando novas técnicas de publicidade, relações públicas, decoração e design, transformaram as áreas de compras urbanas em mundos de fantasia, incentivando a auto-expressão e a fuga pelo consumismo.
Em geral, a densidade das cidades agiliza o comércio e facilita o transbordamento de conhecimento, ajudando pessoas e empresas a trocar informações e gerar novas ideias. Um mercado de trabalho mais espesso permite uma melhor correspondência de competências entre empresas e indivíduos. A densidade populacional também permite o compartilhamento de infraestrutura e instalações de produção comuns, no entanto, em cidades muito densas, o aumento da aglomeração e dos tempos de espera pode levar a alguns efeitos negativos.
Embora a manufatura tenha impulsionado o crescimento das cidades, muitas agora dependem de uma economia terciária ou de serviços, que vão desde turismo, entretenimento, finanças, administração, etc.

### Cultura e comunicação

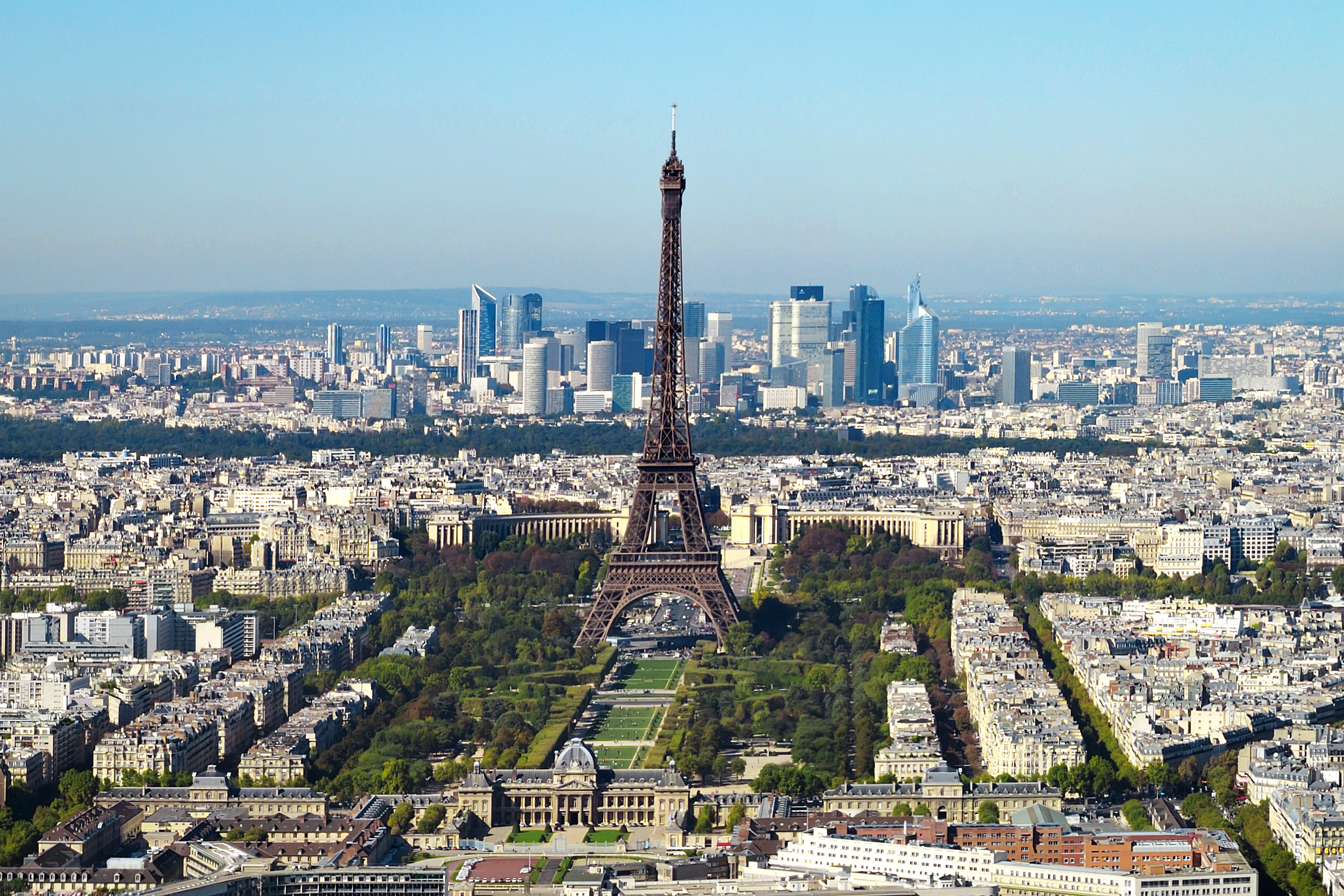
Paris é uma das cidades mais conhecidas do mundo.

As cidades são tipicamente centros de educação e artes, abrigando universidades, museus, templos e outras instituições culturais. Elas apresentam impressionantes exibições de arquitetura que variam de pequenas a enormes e ornamentadas a brutalistas; arranha-céus que fornecem milhares de escritórios ou habitações em um espaço pequeno e visíveis a quilômetros de distância, tornaram-se características urbanas icônicas. As elites culturais tendem a viver nas cidades, unidas pelo capital cultural compartilhado, e elas próprias desempenhando algum papel na governança. Em virtude de seu estatuto como centros de cultura e alfabetização, as cidades podem ser descritas como o centro da civilização, história mundial e mudança social.
A densidade contribui para uma comunicação de massa eficaz e transmissão de notícias, por meio de arautos, proclamações impressas, jornais e mídia digital. Essas redes de comunicação, embora ainda usem cidades como polos, penetram amplamente em todas as áreas povoadas. Na era da comunicação e transporte rápidos, os comentaristas descreveram a cultura urbana como quase onipresente.

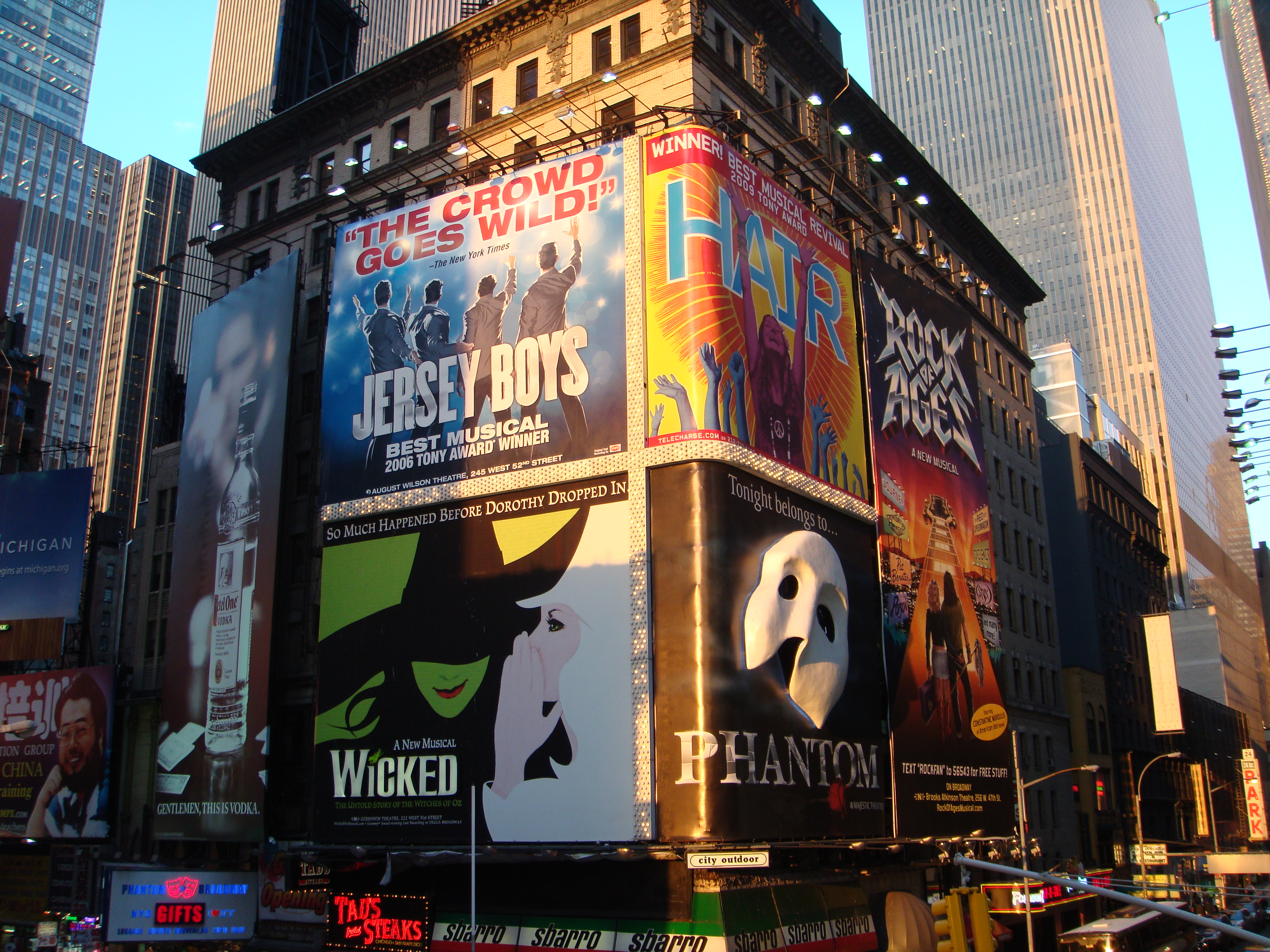
Theatre District, em Nova Iorque, onde está a maioria dos teatros da Broadway.

Atualmente, a promoção de uma cidade de suas atividades culturais se encaixa com a marca e o marketing do lugar; com técnicas de diplomacia pública usadas para informar a estratégia de desenvolvimento; com a atração de empresas, investidores, moradores e turistas; e com criação uma identidade compartilhada e senso de lugar dentro da área metropolitana. Inscrições físicas, placas e monumentos expostos transmitem fisicamente um contexto histórico para lugares urbanos. Algumas cidades, como Jerusalém, Meca e Roma, têm estatuto religioso indelével e por centenas de anos atraem peregrinos. Turistas patrióticos visitam Agra para ver o Taj Mahal, ou Nova York para visitar o World Trade Center, ou Memphis para prestar homenagens a Elvis Presley em Graceland. As marcas de lugar (que incluem satisfação e lealdade ao lugar) têm grande valor econômico (comparável ao valor das marcas de commodities) por causa de sua influência no processo de tomada de decisão das pessoas que pensam em fazer negócios em uma cidade.
Pão e circo, entre outras formas de apelo cultural, atraem e divertem as massas. Os esportes também desempenham um papel importante na marca da cidade e na formação da identidade local. As cidades esforçam-se consideravelmente na competição para sediar os Jogos Olímpicos, que atraem a atenção global e o turismo.

### Guerra

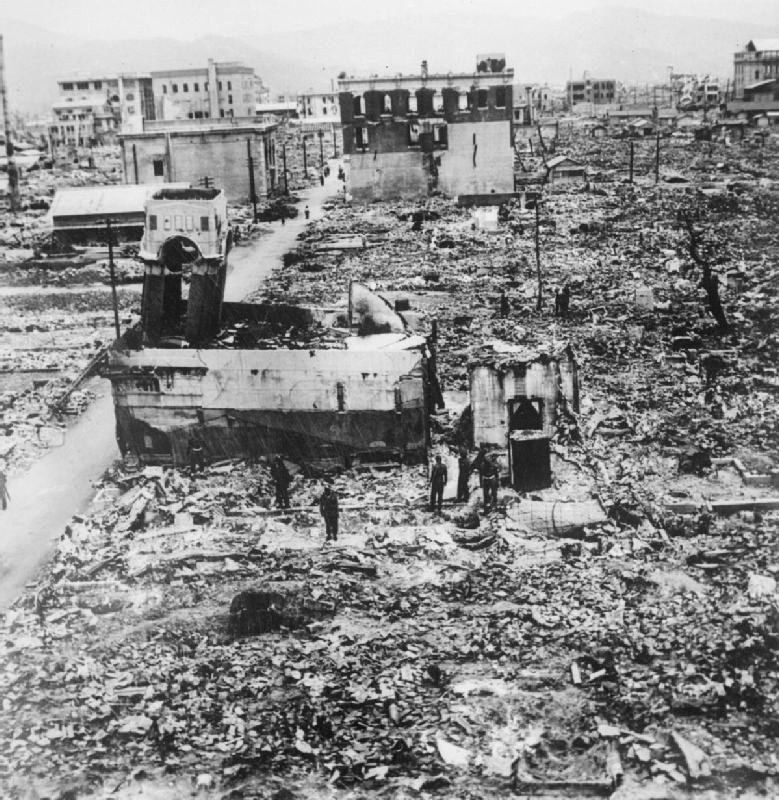
O bombardeio atômico em 6 de agosto de 1945 devastou a cidade japonesa de Hiroshima.

As cidades desempenham um papel estratégico crucial na guerra devido à sua centralidade econômica, demográfica, simbólica e política. Pelas mesmas razões, eles são alvos na guerra assimétrica. Muitas cidades ao longo da história foram fundadas sob os auspícios militares, muitas incorporaram fortificações e os princípios militares continuam a influenciar o desenho urbano. De fato, a guerra pode ter servido como base social e econômica para as primeiras cidades.
Potências engajadas em conflitos geopolíticos estabeleceram assentamentos fortificados como parte de estratégias militares, como no caso de cidades-guarnição, o Programa Estratégico de Hamlet dos Estados Unidos durante a Guerra do Vietnã e assentamentos israelenses na Palestina. Enquanto ocupava as Filipinas, o Exército dos EUA ordenou que a população local se concentrasse em cidades e vilas, a fim de isolar insurgentes comprometidos e lutar livremente contra eles no campo.
Durante a Segunda Guerra Mundial, os governos nacionais às vezes declaravam certas cidades abertas, entregando-as efetivamente a um inimigo que avançava, a fim de evitar danos e derramamento de sangue. A guerra urbana provou ser decisiva, no entanto, na Batalha de Stalingrado, onde as forças soviéticas repeliram os ocupantes alemães, com muitas mortes e destruição. Em uma era de conflitos de baixa intensidade e rápida urbanização, as cidades tornaram-se locais de conflito de longo prazo travado tanto por ocupantes estrangeiros quanto por governos locais contra a insurgência. Essa guerra, conhecida como contrainsurgência, envolve técnicas de vigilância e guerra psicológica, bem como combate corpo a corpo, estende funcionalmente a prevenção de crimes urbanos modernos, que já utiliza conceitos como espaço defensável.
Embora a captura seja o objetivo mais comum, a guerra em alguns casos significa a destruição completa de uma cidade. Tábuas e ruínas mesopotâmicas atestam tal destruição, assim como o lema latino Carthago delenda est. Desde os bombardeios atômicos de Hiroshima e Nagasaki e durante a Guerra Fria, os estrategistas nucleares continuaram a contemplar o uso de alvos de "contravalor": paralisar um inimigo aniquilando suas valiosas cidades, em vez de mirar principalmente em suas forças militares.

## Infraestrutura

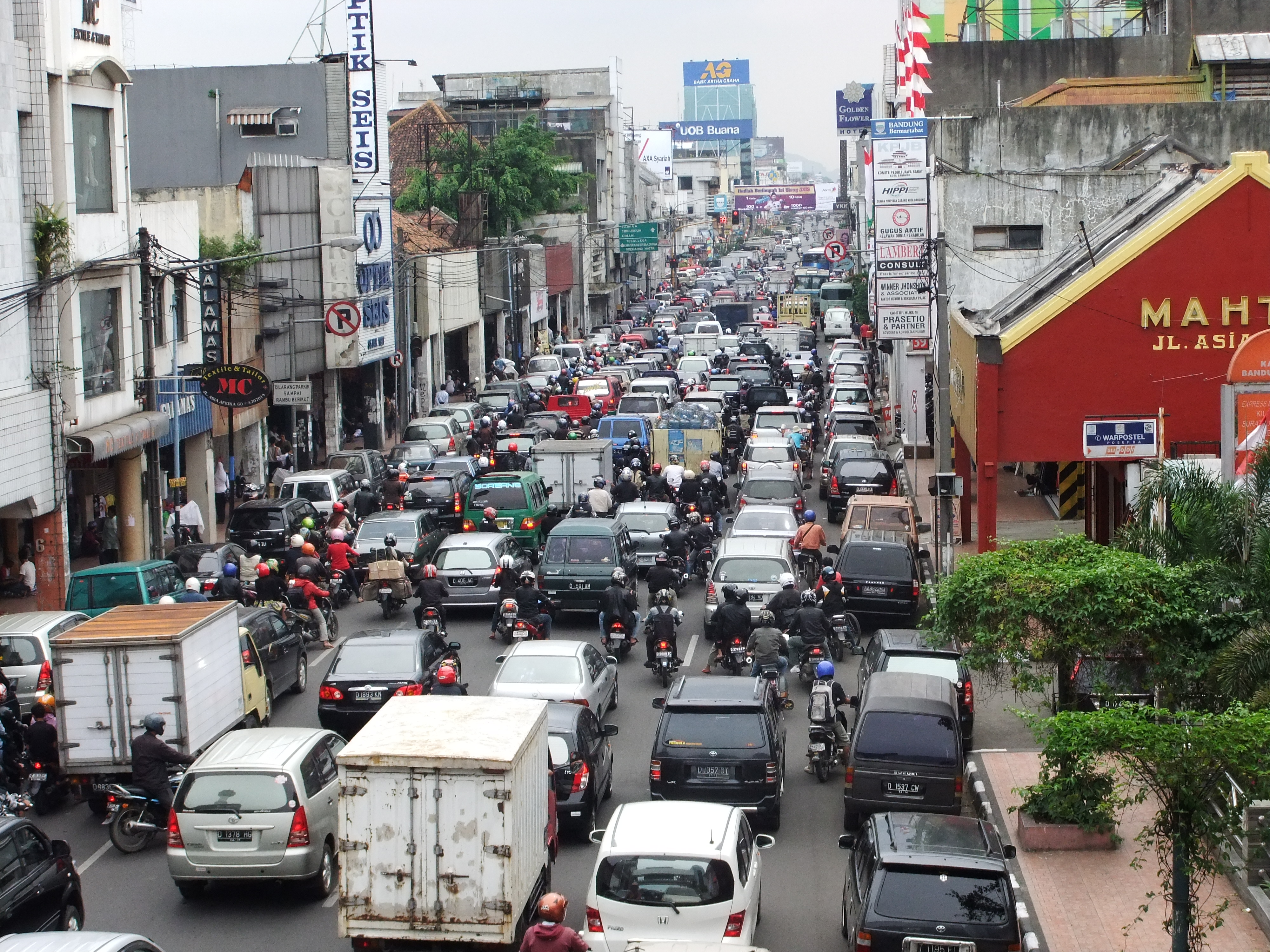
Congestionamento em Bandung, Indonésia.

A infraestrutura urbana envolve várias redes físicas e espaços necessários para transporte, uso de água, energia, recreação e funções públicas. A infraestrutura acarreta um alto custo inicial em capital fixo (tubos, fios, plantas, veículos, etc.), mas custos marginais mais baixos e, portanto, economias de escala positivas. Devido às maiores barreiras de entrada, essas redes foram classificadas como monopólios naturais, o que significa que a lógica econômica favorece o controle de cada rede por uma única organização, pública ou privada.
A infraestrutura em geral (se não todo projeto de infraestrutura) desempenha um papel vital na capacidade de uma cidade para a atividade econômica e expansão, sustentando a própria sobrevivência dos habitantes, bem como as atividades tecnológicas, comerciais, industriais e sociais. Estruturalmente, muitos sistemas de infraestrutura assumem a forma de redes com ligações redundantes e múltiplos caminhos, de modo que o sistema como um todo continua a operar mesmo se partes dele falharem. As particularidades dos sistemas de infraestrutura de uma cidade dependem da trajetória histórica porque o novo desenvolvimento deve ser construído a partir do que já existe.
Megaprojetos como a construção de aeroportos, usinas de energia e ferrovias exigem grandes investimentos iniciais e, portanto, tendem a exigir financiamento do governo nacional ou do setor privado. A privatização também pode se estender a todos os níveis de construção e manutenção de infraestrutura.
A infraestrutura urbana idealmente atende a todos os moradores igualmente, mas na prática pode ser desigual – com, em algumas cidades, alternativas claras de primeira e segunda classe.

### Serviços de utilidade pública

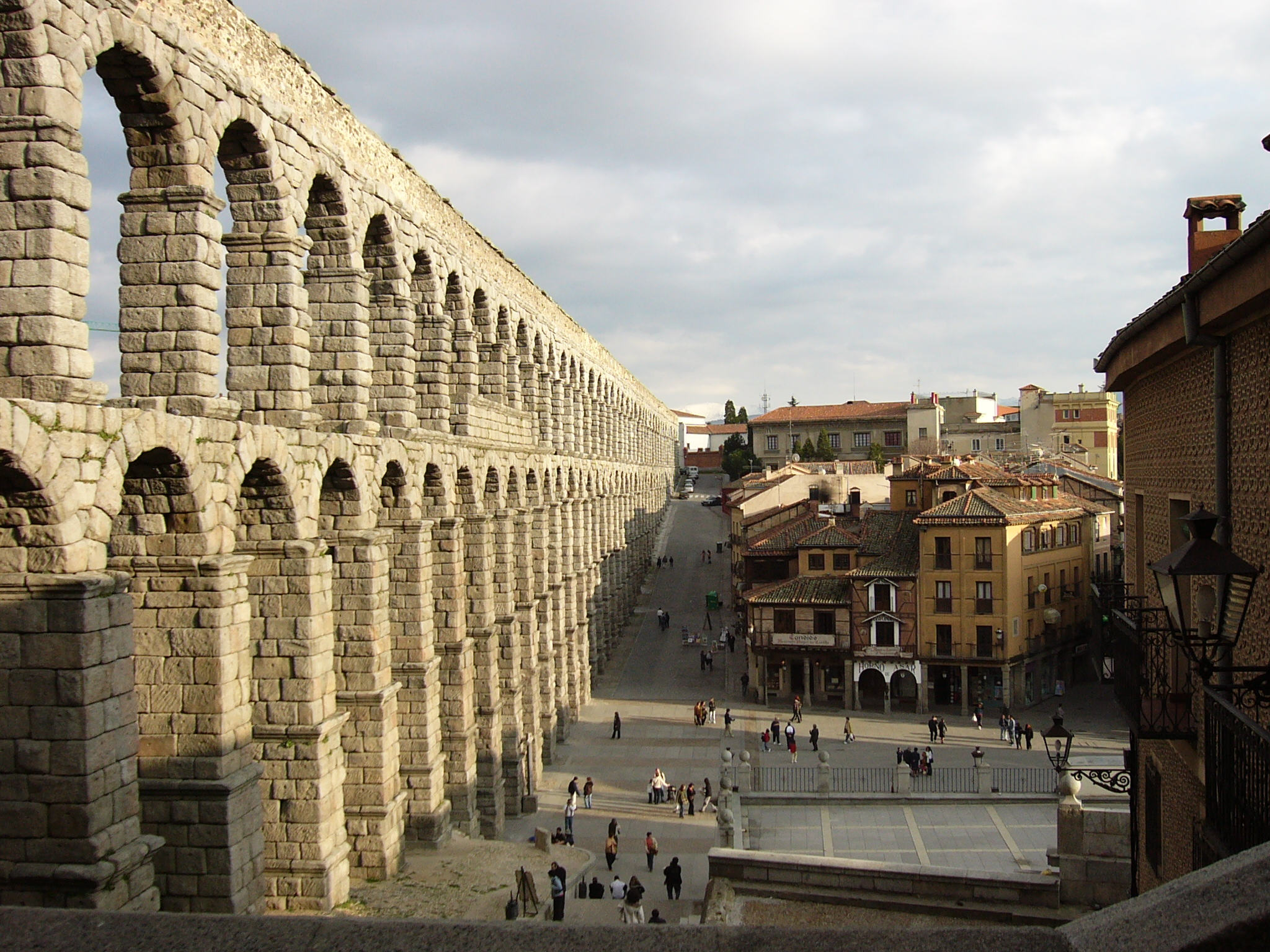
Aqueduto de Segóvia na Espanha.

Os serviços públicos (literalmente, coisas úteis com disponibilidade geral) incluem redes de infraestrutura básica e essencial, principalmente preocupadas com o fornecimento de água, eletricidade e capacidade de telecomunicações à população.
O saneamento, necessário para uma boa saúde em condições de superlotação, requer o abastecimento de água e a gestão de resíduos, bem como a higiene individual. Os sistemas de águas urbanas incluem principalmente uma rede de abastecimento de água e uma rede (sistema de esgoto) para esgoto e águas pluviais. Historicamente, tanto os governos locais quanto as empresas privadas têm administrado o abastecimento urbano de água, com tendência ao abastecimento público de água no século XX e tendência à operação privada na virada do século XXI. O mercado de abastecimento privado serviços de água é dominado por duas empresas francesas, Veolia Water (anteriormente Vivendi) e Engie (anteriormente Suez), que se diz deter 70% de todos os contratos de água em todo o mundo.
A vida urbana moderna depende muito da energia transmitida através da eletricidade para a operação de máquinas elétricas (de eletrodomésticos a máquinas industriais a sistemas eletrônicos agora onipresentes usados em comunicações, negócios e governo) e para semáforos, iluminação pública e iluminação interna. As cidades dependem em menor grau de combustíveis de hidrocarbonetos, como gasolina e gás natural, para transporte, aquecimento e cozimento. A infraestrutura de telecomunicações, como linhas telefônicas e cabos coaxiais, também atravessa as cidades, formando redes densas para comunicações de massa e ponto a ponto.

### Transportes

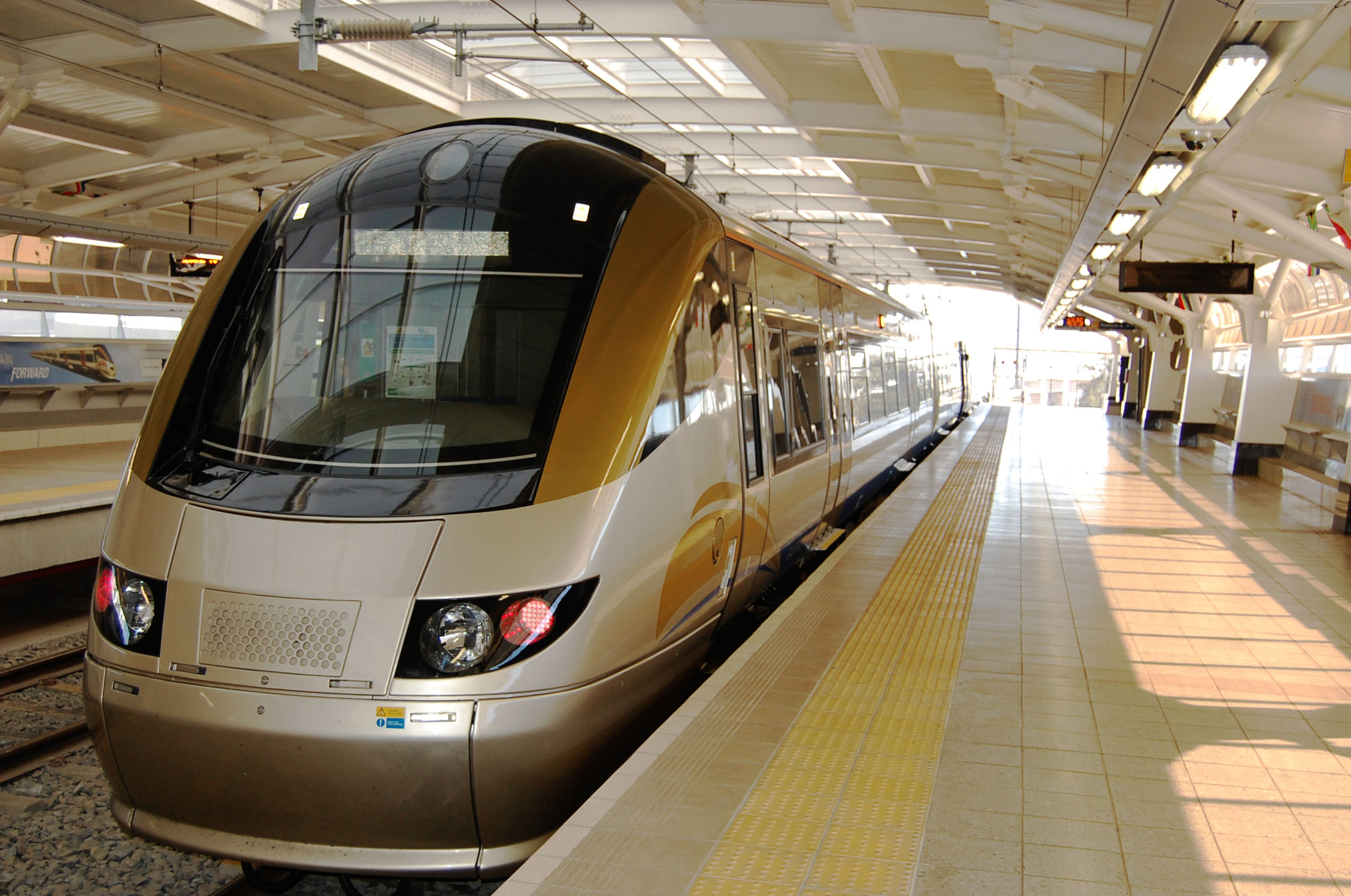
Gautrain no Aeroporto Internacional Oliver Tambo em Joanesburgo, África do Sul.

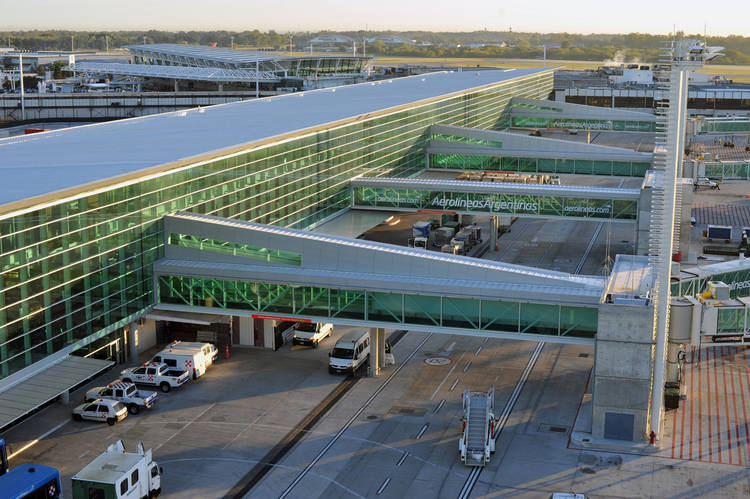
Aeroporto Internacional Ministro Pistarini em Buenos Aires, Argentina.

Como as cidades dependem da especialização e de um sistema econômico baseado no trabalho assalariado, seus habitantes devem ter a capacidade de viajar regularmente entre casa, trabalho, comércio e entretenimento. Os moradores da cidade viajam a pé ou por transporte rodoviário em estradas e passarelas, ou usam sistemas especiais de metrô baseados em trilhos subterrâneos, aéreos e elevados. As cidades também contam com transporte de longa distância (caminhão, trem e avião) para conexões econômicas com outras cidades e áreas rurais.
Historicamente, as ruas das cidades eram domínio dos cavalos e seus cavaleiros e pedestres, que só às vezes tinham calçadas e áreas especiais para caminhadas reservadas para eles. No Ocidente, as bicicletas ou (velocípedes), máquinas eficientes de propulsão humana para viagens de curta e média distância, desfrutaram de um período de popularidade no início do século XX antes do surgimento dos automóveis. Logo depois, eles ganharam uma posição mais duradoura nas cidades asiáticas e africanas sob influência europeia. Nas cidades ocidentais, a industrialização, expansão e eletrificação dos sistemas de transporte público e especialmente os bondes permitiram a expansão urbana à medida que novos bairros residenciais surgiram ao longo das linhas de transporte público e os trabalhadores iam e voltavam do trabalho para o centro da cidade.
Desde meados do século XX, as cidades dependem fortemente do transporte de veículos motorizados, com grandes implicações para seu planejamento urbano, ambiente e estética. (Essa transformação ocorreu de forma mais dramática nos EUA – onde as políticas corporativas e governamentais favoreceram os sistemas de transporte de automóveis – e em menor grau na Europa). A ascensão dos carros pessoais acompanhou a expansão das áreas econômicas urbanas para áreas metropolitanas muito maiores, criando posteriormente problemas de trânsito onipresentes com a construção de novas rodovias, ruas mais largas e passarelas alternativas para pedestres. No entanto, engarrafamentos graves ainda ocorrem regularmente em cidades ao redor do mundo, à medida que a propriedade de carros particulares e a urbanização continuam a aumentar, sobrecarregando as redes de ruas urbanas existentes.

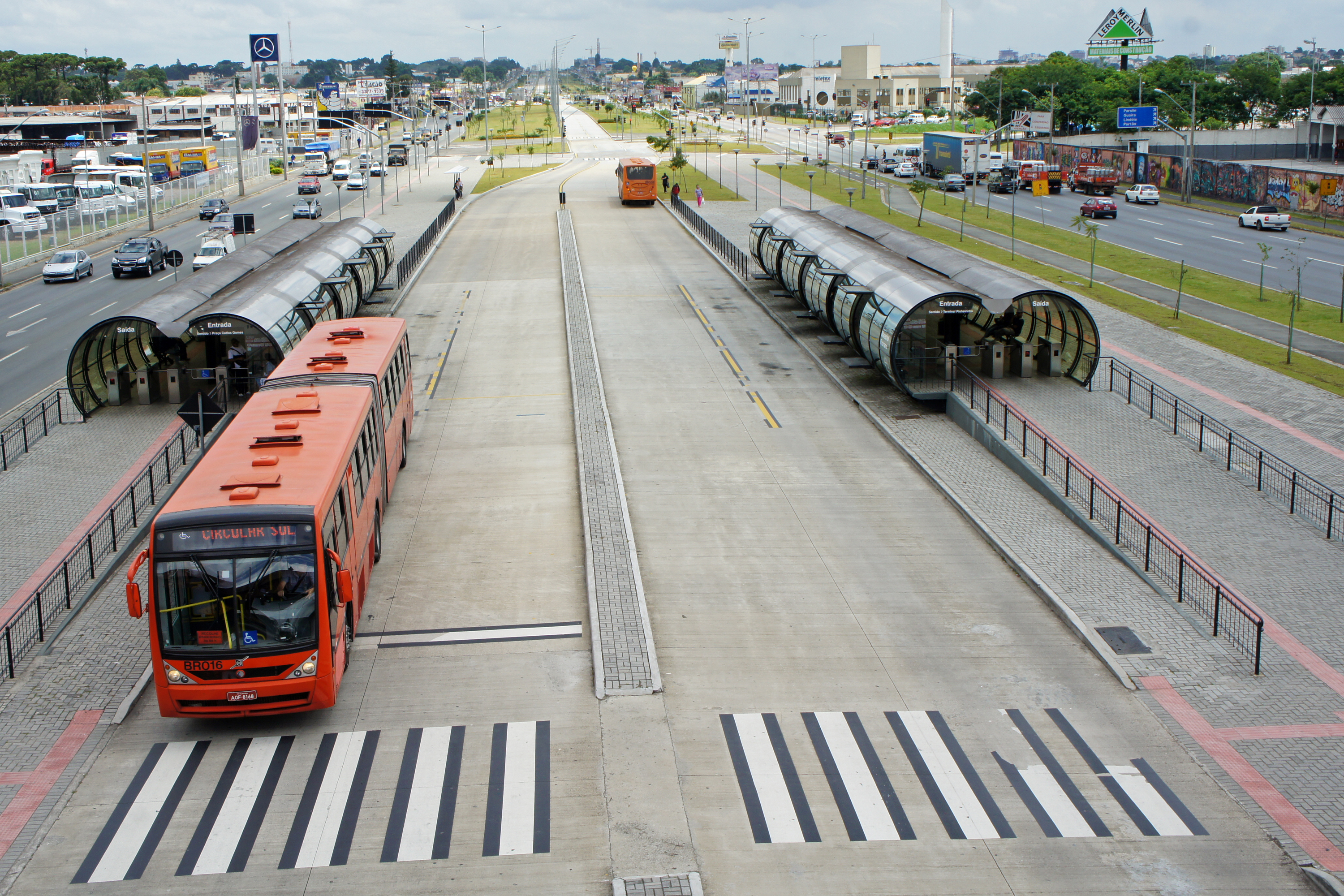
Estação de transferência da Rede Integrada de Transporte de Curitiba, Brasil.

O sistema de ônibus urbano, a forma de transporte público mais comum do mundo, usa uma rede de rotas programadas para transportar pessoas pela cidade, ao lado de carros, nas estradas. A própria função econômica também se tornou mais descentralizada à medida que a concentração se tornou impraticável e os empregadores foram realocados para locais mais amigáveis aos carros (incluindo cidades periféricas). Algumas cidades introduziram sistemas de ônibus de trânsito rápido que incluem faixas exclusivas de ônibus e outros métodos para priorizar o tráfego de ônibus em relação aos carros particulares. Muitas grandes cidades estadunidenses ainda operam o transporte público convencional por trem, como exemplificado pelo sempre popular sistema de metrô de Nova York. O metrô também é amplamente utilizado na Europa e aumentou na América Latina e na Ásia.
Caminhar e andar de bicicleta ("transporte não motorizado") são cada vez mais favorecidos (mais zonas de pedestres e ciclovias) no planejamento de transporte urbano estadunidense e asiático, sob a influência de tendências como o movimento "cidades saudáveis", o impulso para o desenvolvimento sustentável e a ideia de uma cidade sem carros. Técnicas como racionamento de espaço viário e taxas de uso de estradas foram introduzidas para limitar o tráfego de carros urbanos.

### Habitação

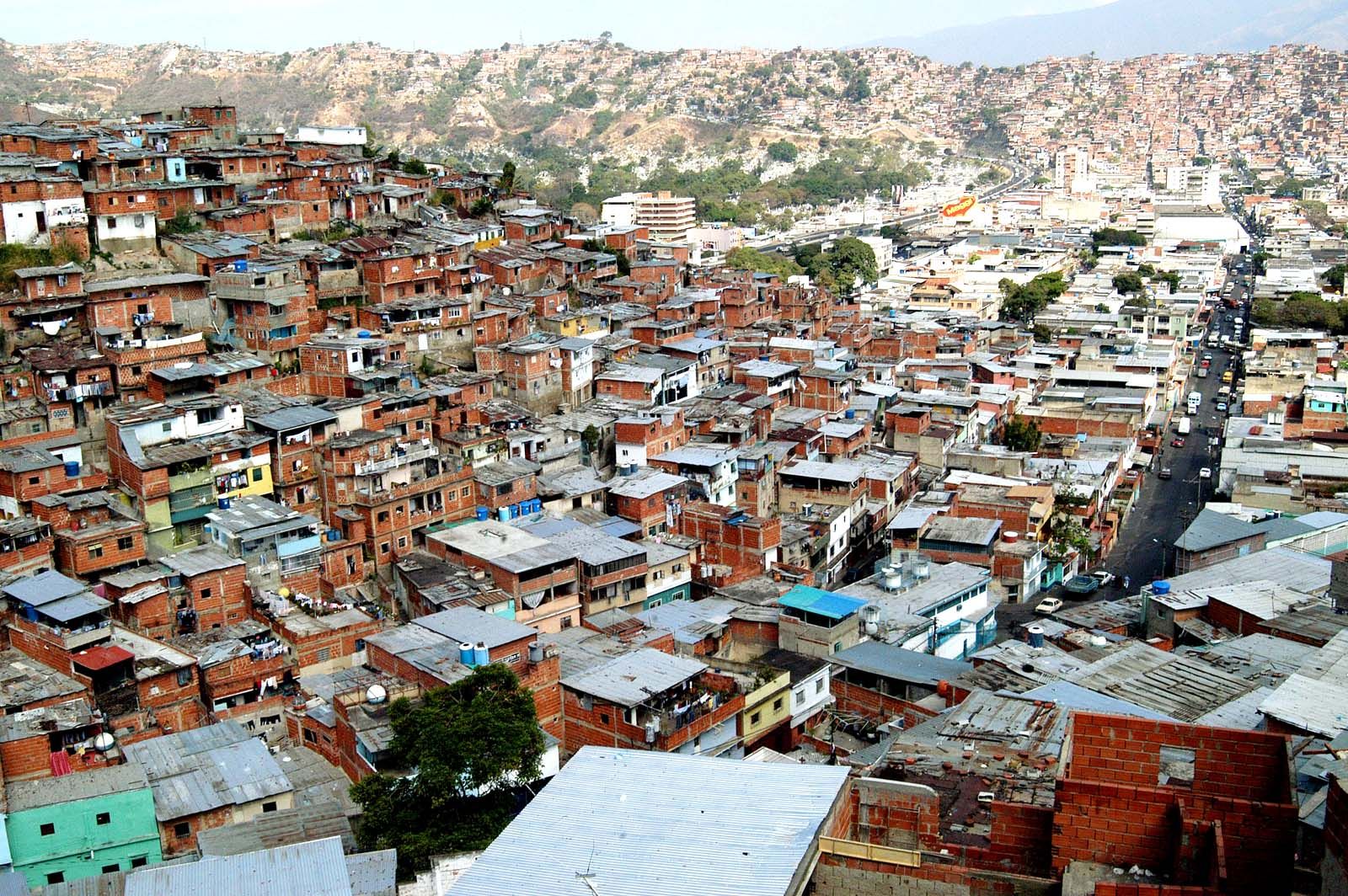
Favela em Caracas, na Venezuela.

A habitação dos residentes apresenta um dos maiores desafios que todas as cidades devem enfrentar. A moradia adequada envolve não apenas abrigos físicos, mas também os sistemas físicos necessários para sustentar a vida e a atividade econômica. A casa própria representa estatuto e um mínimo de segurança econômica, em comparação com o aluguel, que pode consumir grande parte da renda dos trabalhadores urbanos de baixos salários. A falta de moradia é um desafio enfrentado atualmente por milhões de pessoas em países ricos e pobres.

## Ecologia

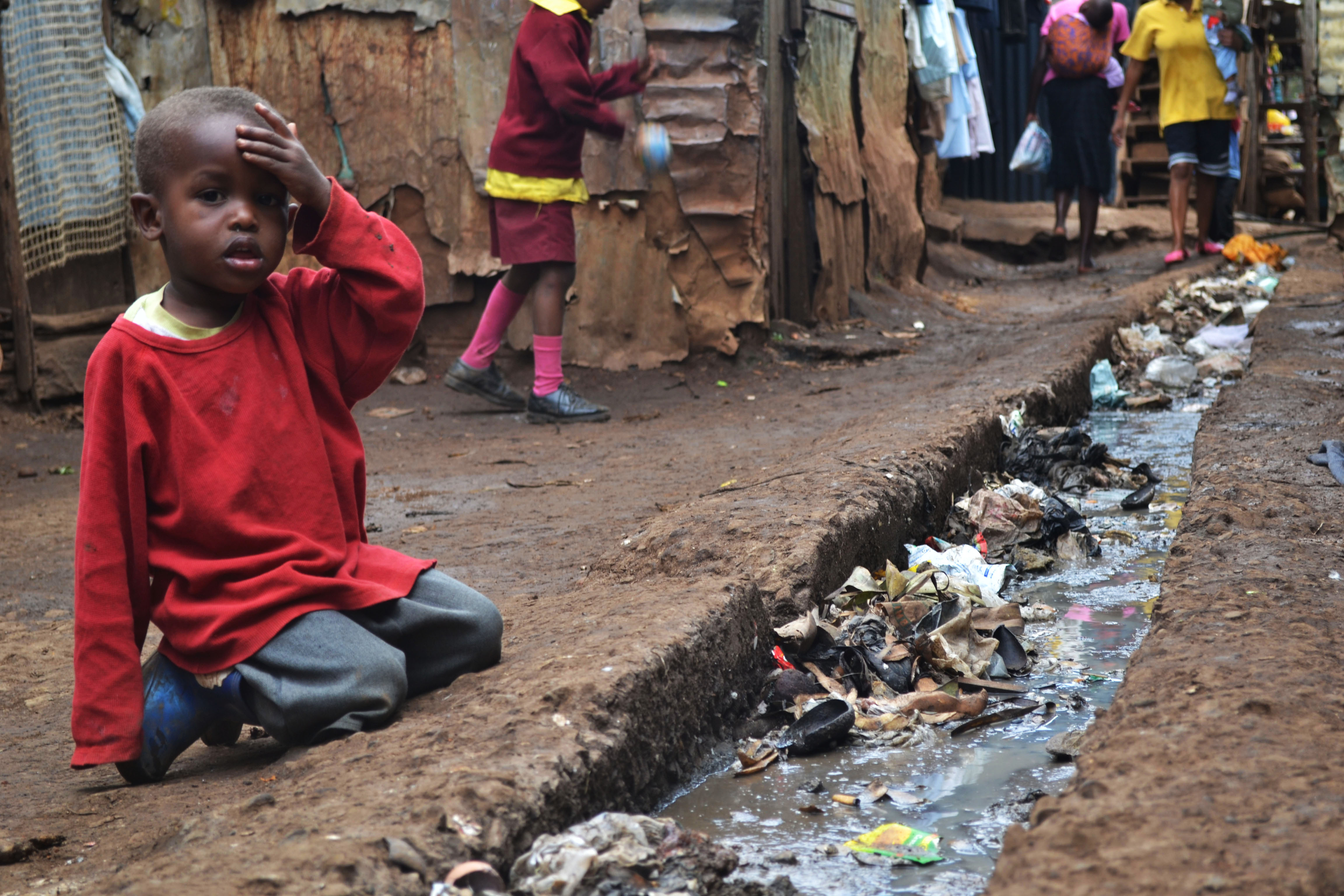
Menino ao lado do esgoto na favela de Kibera, em Nairóbi, Quênia. A carência de infraestrutura e saneamento básico é algo típico de grandes cidades de países em desenvolvimento e subdesenvolvidos.

Os ecossistemas urbanos, influenciados como são pela densidade de construções e atividades humanas, diferem consideravelmente daqueles de seu entorno rural. As construções e resíduos antropogênicos, bem como o cultivo em jardins, criam ambientes físicos e químicos que não têm equivalentes na natureza, permitindo em alguns casos uma biodiversidade excepcional. Eles fornecem lares não apenas para humanos imigrantes, mas também para plantas imigrantes, provocando interações entre espécies que nunca se encontraram anteriormente. Eles introduzem distúrbios frequentes nos habitats de plantas e animais, criando oportunidades para recolonização e, assim, favorecendo ecossistemas jovens com espécies r-selecionadas dominantes. Em geral, os ecossistemas urbanos são menos complexos e produtivos do que outros, devido à quantidade absoluta diminuída de interações biológicas.
A fauna urbana típica inclui insetos (especialmente formigas), roedores (camundongos, ratos) e pássaros, bem como gatos e cães (domesticados e selvagens). Grandes predadores são escassos.
As cidades geram pegadas ecológicas consideráveis, localmente e a longas distâncias, devido à concentração de populações e atividades tecnológicas. De uma perspectiva, as cidades não são ecologicamente sustentáveis devido às suas necessidades de recursos. Por outro lado, a gestão adequada pode ser capaz de amenizar os efeitos nocivos de uma cidade.

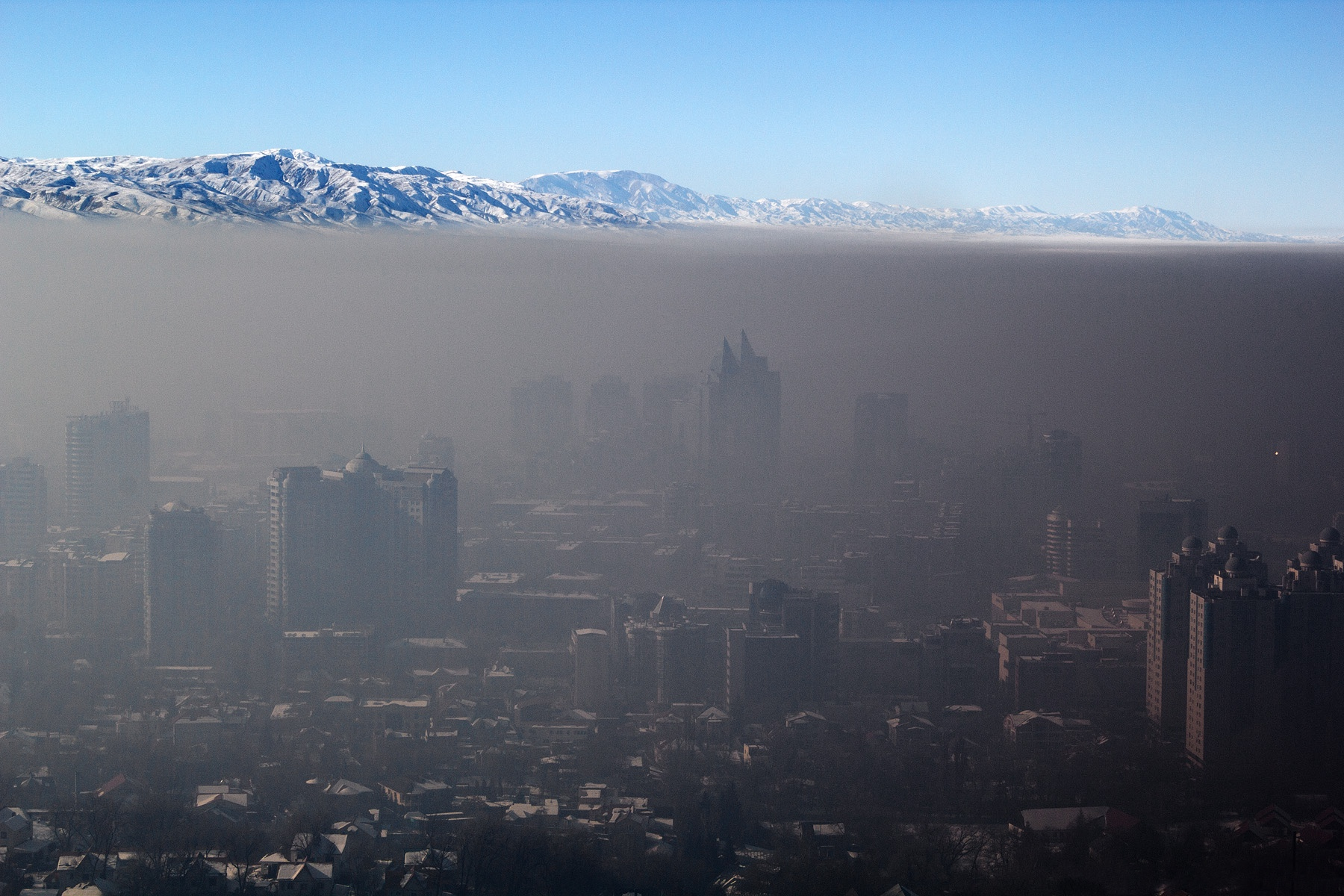
Smog na cidade de Almaty, no Cazaquistão.

A poluição do ar surge de várias formas de combustão, incluindo lareiras, fogões a lenha ou carvão, outros sistemas de aquecimento, e motores de combustão interna. As cidades industrializadas, e hoje megacidades do terceiro mundo, são notórias pelos véus de smog (névoa industrial) que as envolvem, representando uma ameaça crônica à saúde de seus milhões de habitantes. O solo urbano contém concentrações mais altas de metais pesados (especialmente chumbo, cobre e níquel) e tem pH mais baixo do que o solo em áreas selvagens.

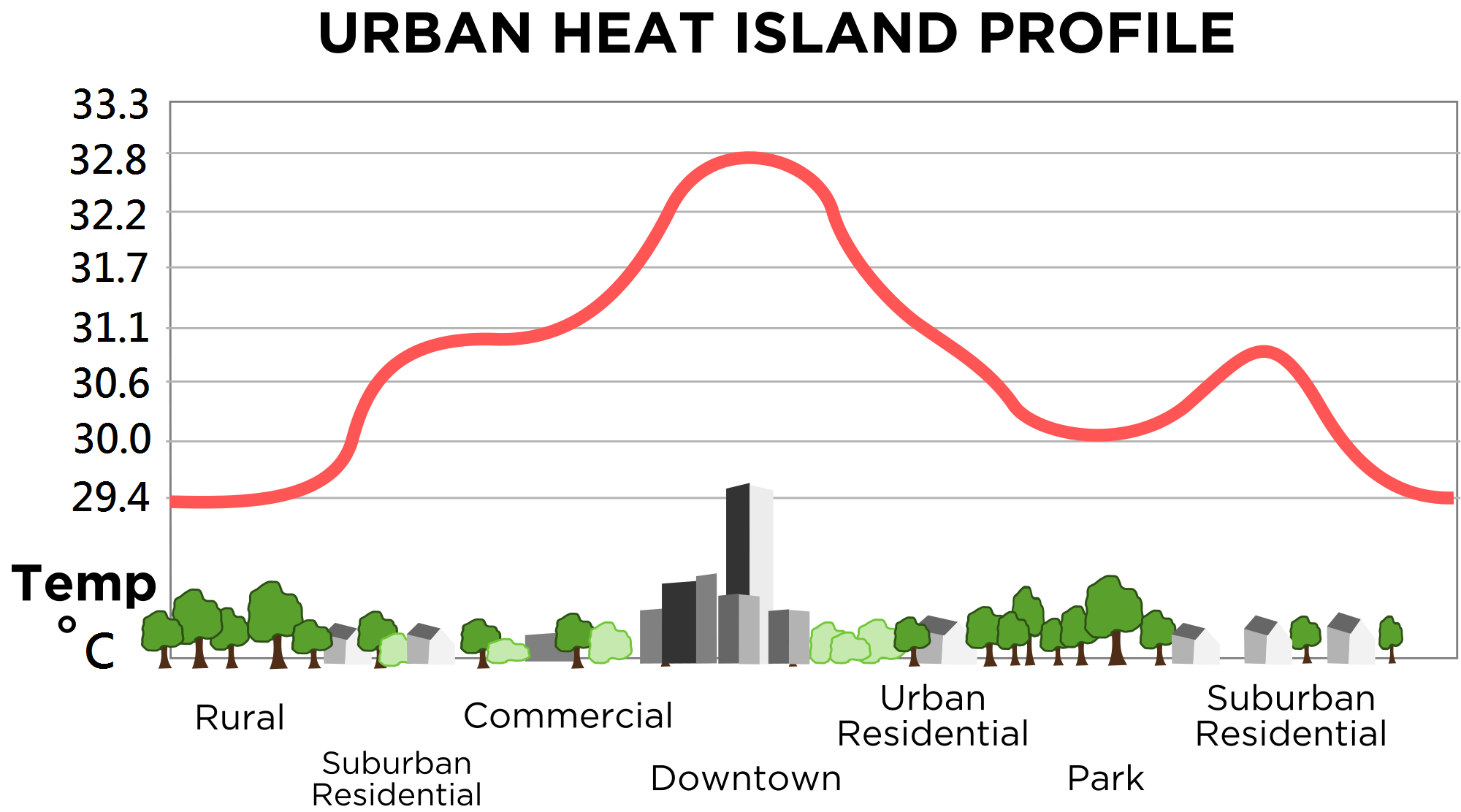
Perfil de uma ilha de calor urbana.

As cidades modernas são conhecidas por criar seus próprios microclimas, devido ao concreto, asfalto e outras superfícies artificiais, que aquecem com a luz do sol e canalizam a água da chuva para dutos subterrâneos. A temperatura na cidade de Nova York excede as temperaturas rurais próximas em uma média de 2 a 3°C e, às vezes, diferenças de 5 a 10 C foram registradas. Este efeito varia de forma não linear com as mudanças populacionais (independentemente do tamanho físico da cidade). As partículas aéreas aumentam a precipitação em 5-10%. Assim, as áreas urbanas experimentam climas únicos, com floração mais precoce e queda de folhas mais tardia do que em regiões vizinhas.
As pessoas pobres e da classe trabalhadora enfrentam uma exposição desproporcional aos riscos ambientais (conhecido como racismo ambiental ao cruzar também com a segregação racial). Por exemplo, dentro do microclima urbano, os bairros pobres menos vegetados suportam mais calor (mas têm menos meios de lidar com ele).
Um dos principais métodos para melhorar a ecologia urbana é incluir nas cidades mais espaços verdes urbanos: parques, jardins, gramados e árvores. Essas áreas melhoram a saúde, o bem-estar das populações humanas, animais e vegetais das cidades. Árvores urbanas bem conservadas podem proporcionar muitos benefícios sociais, ecológicos e físicos aos moradores urbanos.

## Projeção internacional
À medida que o mundo se torna mais intimamente ligado por meio da economia, política, tecnologia e cultura (um processo chamado globalização), as cidades passaram a desempenhar um papel de liderança nos assuntos transnacionais, superando as limitações das relações internacionais conduzidas pelos governos nacionais. Esse fenômeno, ressurgente hoje, pode ser rastreado até a Rota da Seda, a Fenícia e as cidades-estados gregas, assim como a Liga Hanseática e outras alianças de cidades. Atualmente, a economia da informação baseada na infraestrutura de internet de alta velocidade permite telecomunicações instantâneas em todo o mundo, eliminando efetivamente a distância entre as cidades para fins de mercados internacionais e outros elementos de alto nível da economia mundial, bem como comunicações pessoais e meios de comunicação de massa.

### Cidade global

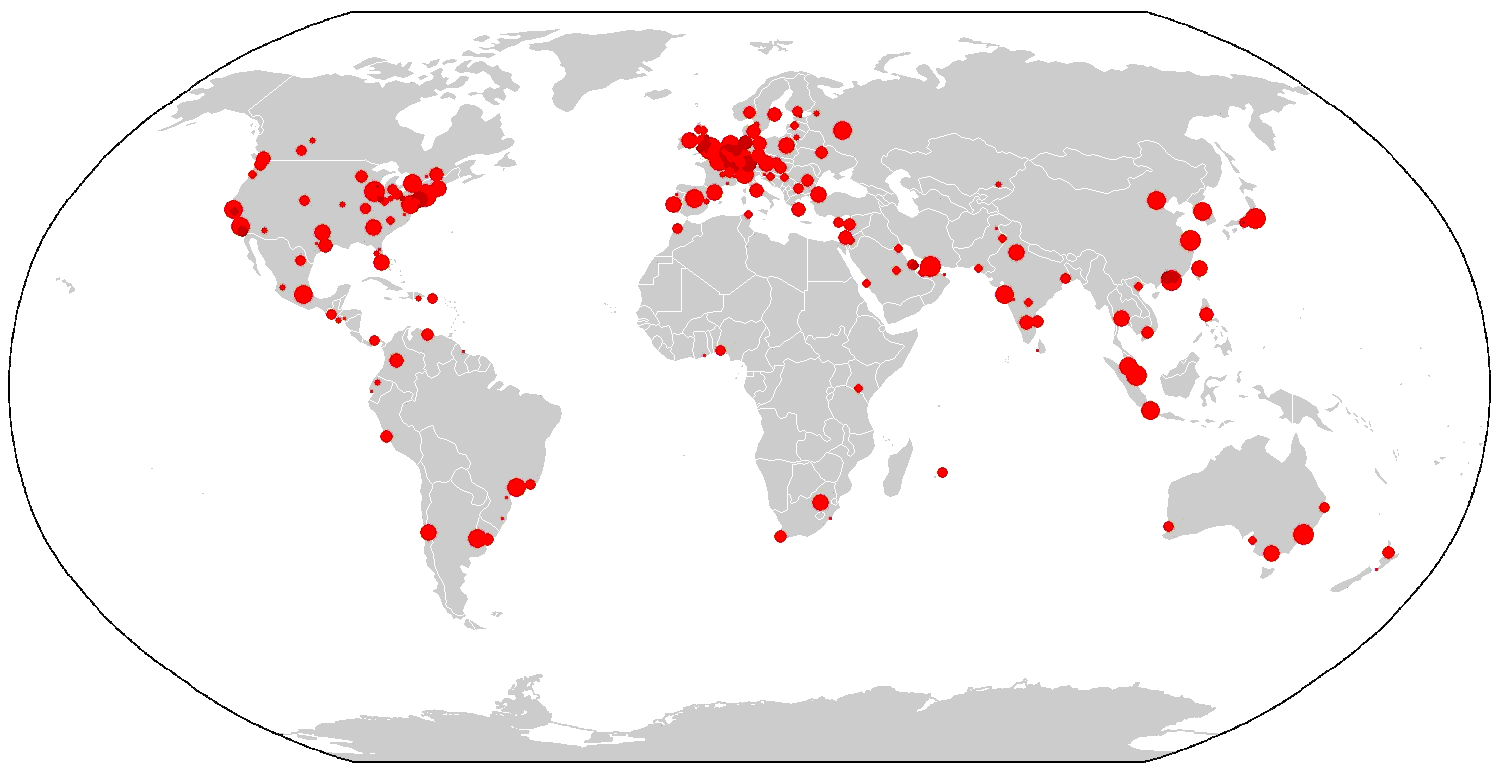
Mapa das cidades globais identificadas pelo Globalization and World Cities Research Network (GaWC) da Universidade de Loughborough.

Uma cidade global, também conhecida como cidade mundial, é um importante centro de comércio, bancos, finanças, inovação e mercados. Saskia Sassen usou o termo "cidade global" em seu trabalho de 1991, The Global City: New York, London, Tokyo, para se referir ao poder, status e cosmopolitismo de uma cidade, e não ao seu tamanho. Seguindo essa visão das cidades, é possível classificá-las hierarquicamente.
As cidades globais formam a pedra angular da hierarquia global, exercendo comando e controle por meio de sua influência econômica e política. As cidades globais podem ter alcançado seu status devido à transição precoce para o pós-industrialismo ou pela inércia que lhes permitiu manter seu domínio desde a era industrial. Esse tipo de classificação exemplifica um discurso emergente no qual as cidades, consideradas variações do mesmo tipo ideal, devem competir entre si globalmente para alcançar a prosperidade.
Os críticos da noção apontam para os diferentes domínios de poder e intercâmbio. O termo "cidade global" é fortemente influenciado por fatores econômicos e, portanto, pode não levar em conta lugares que são significativos. O acadêmico australiano Paul James, por exemplo, argumenta que o termo é "redutor e enviesado" em seu foco nos sistemas financeiros.
Corporações multinacionais e bancos têm suas sedes em cidades globais e conduzem muitos de seus negócios dentro desse contexto. As firmas estadunidenses dominam os mercados internacionais de direito e engenharia e mantêm filiais nas maiores cidades globais estrangeiras.
As cidades globais apresentam concentrações de pessoas extremamente ricas e extremamente pobres. Suas economias são lubrificadas por sua capacidade (limitada pela política de imigração do governo nacional, que define funcionalmente o lado da oferta do mercado de trabalho) de recrutar trabalhadores imigrantes de baixa e alta qualificação de áreas mais pobres. Mais e mais cidades atualmente utilizam essa força de trabalho disponível globalmente.

### Atividade transnacional
As cidades participam cada vez mais das atividades políticas mundiais, independentemente dos Estados-nação aos quais pertencem. Os primeiros exemplos desse fenômeno são a relação entre cidades-irmãs e a promoção da governança multinível dentro da União Europeia (UE) como uma técnica para a integração europeia. Cidades como Hamburgo, Praga, Amsterdã, Haia e Cidade de Londres mantêm suas próprias embaixadas na UE em Bruxelas.
Os novos moradores urbanos podem cada vez mais não apenas como imigrantes, mas como transmigrantes, mantendo um pé cada um (através de telecomunicações, se não de viagens) em seus antigos e novos lares.

### Sistema das Nações Unidas
O Sistema das Nações Unidas esteve envolvido em uma série de eventos e declarações que tratam do desenvolvimento das cidades durante este período de rápida urbanização.
- A Conferência Habitat I em 1976 adotou a "Declaração de Vancouver sobre Assentamentos Humanos" que identifica a gestão urbana como um aspecto fundamental do desenvolvimento e estabelece vários princípios para a manutenção dos habitats urbanos.[224]
- Citando a Declaração de Vancouver, a Assembleia Geral da ONU em dezembro de 1977 autorizou a Comissão das Nações Unidas para Assentamentos Humanos e o Centro HABITAT para Assentamentos Humanos, destinados a coordenar as atividades da ONU relacionadas com habitação e assentamentos.[225]
- A Cúpula da Terra de 1992 no Rio de Janeiro resultou em um conjunto de acordos internacionais, incluindo a Agenda 21, que estabelece princípios e planos para o desenvolvimento sustentável.[226]

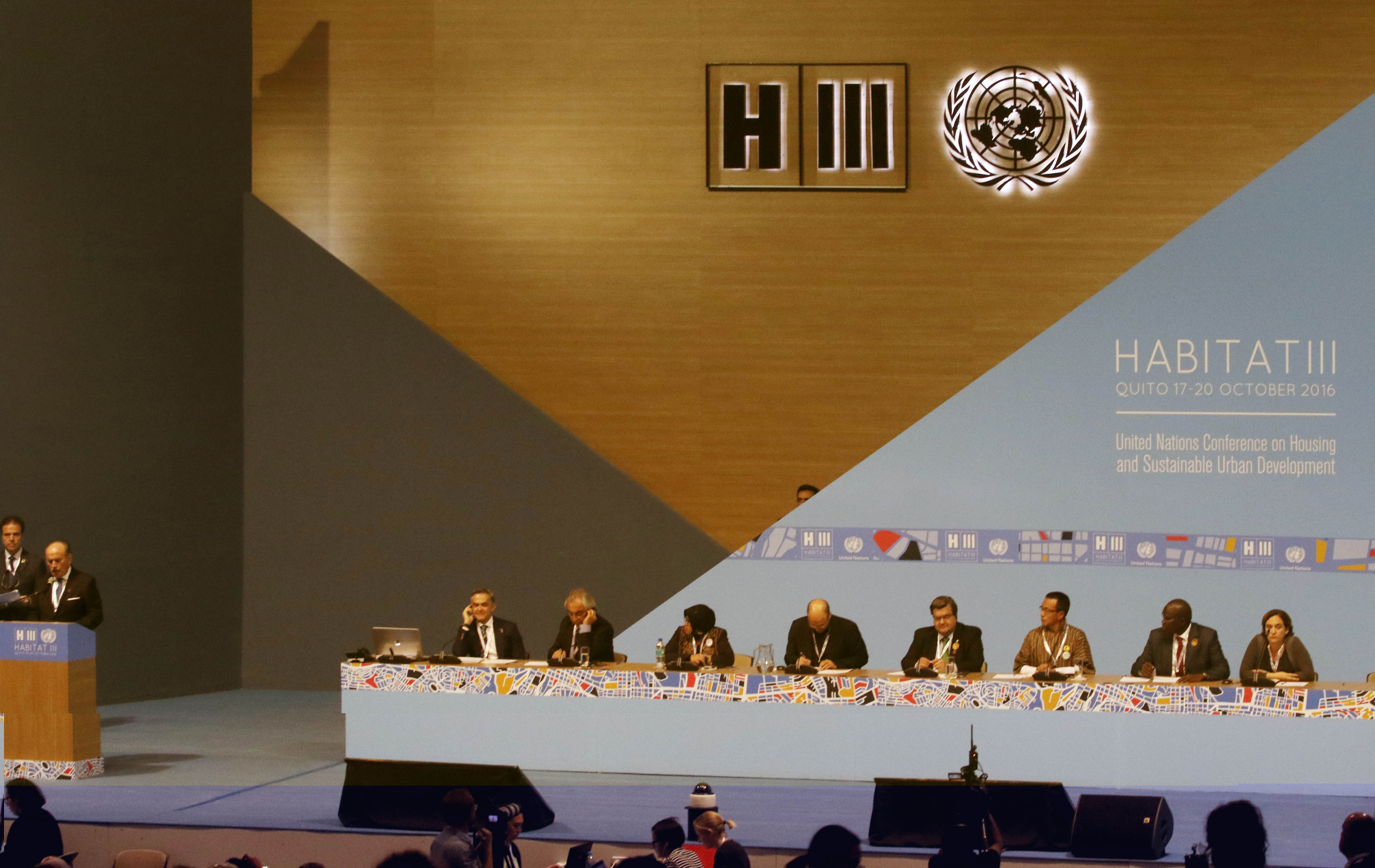
Assembleia Mundial de Prefeitos na conferência Habitat III em Quito.

- A conferência Habitat II em 1996 convocou as cidades a desempenhar um papel de liderança neste programa, que posteriormente avançou os Objetivos de Desenvolvimento do Milênio e os Objetivos de Desenvolvimento Sustentável.[227]
- Em janeiro de 2002, a Comissão das Nações Unidas sobre Assentamentos Humanos tornou-se uma agência abrangente chamada Programa das Nações Unidas para os Assentamentos Humanos ou ONU-Habitat, um membro do Grupo das Nações Unidas para o Desenvolvimento.[225]
- A conferência Habitat III de 2016 centrou-se na implementação destes objetivos sob a bandeira de uma “Nova Agenda Urbana”, cujos quatro mecanismos previstos para efetivar são: (1) políticas nacionais que promovem o desenvolvimento sustentável integrado; (2) governança urbana mais forte; (3) planejamento urbano e territorial integrado de longo prazo; e (4) estruturas de financiamento eficazes.[228][229] Pouco antes desta conferência, a UE aprovou simultaneamente uma "Agenda Urbana para a União Europeia" conhecida como Pacto de Amsterdã.[228]

A ONU-Habitat coordena a agenda urbana da ONU, trabalhando com o Programa das Nações Unidas para o Meio Ambiente, o Programa das Nações Unidas para o Desenvolvimento, o Escritório do Alto-comissário das Nações Unidas para os Direitos Humanos, a Organização Mundial da Saúde e o Banco Mundial.
O Banco Mundial, uma agência especializada dasNações Unidas, tem sido a principal força na promoção das conferências Habitat e, desde a primeira conferência, tem usado suas declarações como uma estrutura para a emissão de empréstimos para infraestrutura urbana. Os programas de ajuste estrutural do banco contribuíram para a urbanização no Terceiro Mundo ao criar incentivos à mudança para as cidades. O Banco Mundial e a ONU-Habitat em 1999 estabeleceram conjuntamente a Cities Alliance (com sede na sede do Banco Mundial em Washington, D.C.) para orientar a formulação de políticas, compartilhamento de conhecimento e distribuição de subsídios em torno da questão da pobreza urbana. (O ONU-Habitat desempenha um papel consultivo na avaliação da qualidade da governança de uma localidade.) As políticas do Banco Mundial tendem a se concentrar no fortalecimento dos mercados imobiliários por meio de crédito e assistência técnica.
A Organização das Nações Unidas para a Educação, a Ciência e a Cultura, a UNESCO, tem se concentrado cada vez mais nas cidades como locais-chave para influenciar a governança cultural. Desenvolveu várias redes de cidades, incluindo a Coalizão Internacional de Cidades contra o Racismo e a Rede de Cidades Criativas. A capacidade da UNESCO de selecionar locais como um Patrimônio Mundial confere à organização uma influência significativa sobre o capital cultural, turismo e financiamento de preservação histórica.

## Representações culturais

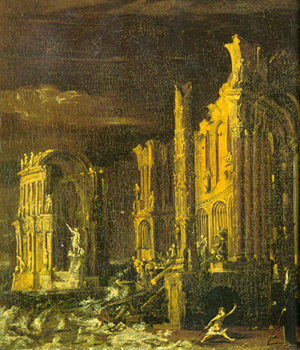
Representação artística da cidade mítica de Atlântida.

As cidades figuram com destaque na cultura ocidental tradicional, aparecendo na Bíblia em formas malignas e sagradas, simbolizadas pela Babilônia e Jerusalém. Caim e Ninrode são os primeiros construtores de cidades no livro de Gênesis. Na mitologia suméria, Gilgamesh construiu as muralhas de Uruk. As cidades podem ser percebidas em termos de extremos ou opostos: ao mesmo tempo libertadoras e opressoras, ricas e pobres, organizadas e caóticas. O termo antiurbanismo refere-se a vários tipos de oposição ideológica às cidades, seja por sua cultura ou por sua relação política com o país. Tal oposição pode resultar da identificação das cidades com a opressão e a elite dominante. Esta e outras ideologias políticas influenciam fortemente as narrativas e temas no discurso sobre as cidades. Por sua vez, as cidades também simbolizam suas sociedades de origem.
Escritores, pintores e cineastas produziram inúmeras obras de arte sobre a experiência urbana. A literatura clássica e medieval inclui um gênero de descrições que tratam das características e da história da cidade. Autores modernos como Charles Dickens e James Joyce são famosos por descrições evocativas de suas cidades de origem. Fritz Lang concebeu a ideia para seu influente filme de 1927, Metropolis, enquanto visitava Times Square e se maravilhava com a iluminação noturna de neon. Outras representações cinematográficas iniciais de cidades no século XX geralmente as retratavam como espaços tecnologicamente eficientes com sistemas de transporte automobilístico que funcionavam sem problemas. Na década de 1960, no entanto, o congestionamento do tráfego começou a aparecer em filmes como The Fast Lady (1962) e Playtime (1967).
Literatura, cinema e outras formas de cultura popular forneceram visões de cidades futuras tanto utópicas quanto distópicas. A perspectiva de cidades mundiais em expansão, comunicação e cada vez mais interdependentes deu origem a imagens como "Nylonkong" (Nova York, Londres, Hong Kong)[280] e visões de uma única ecumenópolis global.